# Liste von Rittern des Ordens Pour le Mérite (Militärorden)
Diese Liste führt Ritter des Ordens Pour le Mérite auf. Seit seiner Stiftung 1740 durch Friedrich den Großen wurde der Orden bis zum Ende der Monarchie im Königreich Preußen 1918 an insgesamt 5.430 Personen verliehen. Im Ersten Weltkrieg (1914/18) wurde der Orden 687 Mal und das Eichenlaub zum Pour le Mérite 122 Mal verliehen.

## A
| Name                             | Truppengattung                  | Pour le Mérite     | Dienstgrad bei Verleihung | Eichenlaub        | Dienstgrad bei Verleihung |
| -------------------------------- | ------------------------------- | ------------------ | ------------------------- | ----------------- | ------------------------- |
| Hans Adam                        | Kaiserliche Marine              | 06. November 1917  | Kapitänleutnant           |                   |                           |
| Armand von Alberti               | Württembergische Armee          | 08. November 1918  | Oberst                    |                   |                           |
| Viktor Albrecht                  | Preußische Armee                | 09. April 1918     | Generalleutnant           |                   |                           |
| Karl Allmenröder                 | Preußische Armee/ Fliegertruppe | 14. Juni 1917      | Leutnant                  |                   |                           |
| Ernst von Althaus                | Sächsische Armee/ Fliegertruppe | 22. Juli 1916      | Oberleutnant der Reserve  |                   |                           |
| Richard d’Alton-Rauch            | Preußische Armee                | 15. August 1918    | Oberstleutnant            |                   |                           |
| Achaz Heinrich von Alvensleben   | Preußische Armee                | Dezember 1758      | Major                     |                   |                           |
| Constantin von Alvensleben       | Preußische Armee                | 17. September 1866 | Generalleutnant           | 31. Dezember 1870 | Generalleutnant           |
| Walther Arens                    | Preußische Armee                | 25. Oktober 1918   | Major                     |                   |                           |
| Lothar von Arnauld de la Perière | Kaiserliche Marine              | 11. Oktober 1916   | Kapitänleutnant           |                   |                           |
| Achim von Arnim                  | Preußische Armee                | 17. April 1918     | Hauptmann                 |                   |                           |
| Arthur Arz von Straußenburg      | k.u.k. Armee                    | 28. August 1915    | Feldmarschallleutnant     | 06. August 1917   | General der Infanterie    |
| Kasimir von Auer                 | Preußische Armee                | 18. Dezember 1812  | Stabsrittmeister          |                   |                           |

## B
| Name                                        | Truppengattung                  | Pour le Mérite     | Dienstgrad bei Verleihung | Eichenlaub         | Dienstgrad bei Verleihung |
| ------------------------------------------- | ------------------------------- | ------------------ | ------------------------- | ------------------ | ------------------------- |
| Paul Baader                                 | Preußische Armee                | 20. Oktober 1918   | Major                     |                    |                           |
| Ernst von Bacmeister                        | Preußische Armee                | 08. Oktober 1917   | General der Infanterie    |                    |                           |
| Wilhelm von Baden                           | Preußische Armee                | 18. Dezember 1895  | General der Infanterie    |                    |                           |
| Paul Bäumer                                 | Preußische Armee/ Fliegertruppe | 02. November 1918  | Leutnant der Reserve      |                    |                           |
| William Balck                               | Preußische Armee                | 09. März 1918      | Generalmajor              |                    |                           |
| Hermann von Balcke                          | Preußische Armee                | 29. Juli 1917      | Oberstleutnant            |                    |                           |
| Viktor Bangert                              | Preußische Armee                | 24. November 1917  | Hauptmann                 |                    |                           |
| Carl von Bardolff                           | k.u.k. Armee                    | 27. Juli 1917      | Generalmajor              |                    |                           |
| Albert von Barnekow                         | Preußische Armee                | 20. September 1866 | Generalmajor              | 20. Januar 1871    | Generalleutnant           |
| Karl Bartenbach                             | Kaiserliche Marine              | 27. Oktober 1917   | Korvettenkapitän          |                    |                           |
| Josef Barth                                 | Preußische Armee                | 09. August 1918    | Major                     |                    |                           |
| Max Bauer                                   | Preußische Armee                | 19. Dezember 1916  | Oberstleutnant            | 28. März 1918      | Oberstleutnant            |
| Franz von Bayern                            | Bayerische Armee                | 16. Mai 1918       | Generalmajor              |                    |                           |
| Leopold von Bayern                          | Bayerische Armee                | 05. August 1915    | Generalfeldmarschall      | 25. Juli 1917      | Generalfeldmarschall      |
| Ludwig III. von Bayern                      | Bayerische Armee                | 08. Dezember 1916  | Generalfeldmarschall      |                    |                           |
| Rupprecht von Bayern                        | Bayerische Armee                | 22. August 1915    | Generaloberst             | 20. Dezember 1916  | Generalfeldmarschall      |
| Olivier von Beaulieu-Marconnay              | Preußische Armee/ Fliegertruppe | 26. Oktober 1918   | Leutnant                  |                    |                           |
| Christian von Beauvryé                      | Preußische Armee                | 28. August 1758    | Leutnant                  |                    |                           |
| Friedrich Becker                            | Preußische Armee                | 17. September 1918 | Major                     |                    |                           |
| Friedrich von Beeren                        | Preußische Armee                | 07. Juni 1864      | Major                     |                    |                           |
| Kurt von Beerfelde                          | Preußische Armee                | 21. April 1918     | Major                     |                    |                           |
| Paul Behncke                                | Kaiserliche Marine              | 04. Dezember 1917  | Vizeadmiral               |                    |                           |
| Franz von Behr                              | Preußische Armee                | 08. Oktober 1917   | Oberstleutnant            |                    |                           |
| Stanislaus Behrendt                         | Preußische Armee                | 04. Oktober 1918   | Hauptmann                 |                    |                           |
| Eduard von Below                            | Preußische Armee                | 18. August 1917    | General der Infanterie    |                    |                           |
| Ernst von Below                             | Preußische Armee                | 24. November 1917  | Generalmajor              | 13. Oktober 1918   | Generalmajor              |
| Fritz von Below                             | Preußische Armee                | 14. März 1915      | General der Infanterie    | 11. August 1916    | General der Infanterie    |
| Hans von Below                              | Preußische Armee                | 24. November 1917  | Generalmajor              |                    |                           |
| Otto von Below                              | Preußische Armee                | 16. Februar 1915   | General der Infanterie    | 27. April 1917     | General der Infanterie    |
| Theodor Werner Christian von Below          | Preußische Armee                | 16. November 1807  | Major                     | 01. Januar 1815    | Oberst                    |
| Richard von Berendt                         | Preußische Armee                | 14. Januar 1917    | Oberst                    | 24. November 1917  | Generalmajor              |
| Karl Berger                                 | Preußische Armee                | 17. April 1918     | Generalmajor              |                    |                           |
| Walter von Bergmann                         | Preußische Armee                | 08. Mai 1918       | Generalmajor              |                    |                           |
| Waldemar Berka                              | Preußische Armee                | 23. Juni 1918      | Hauptmann                 |                    |                           |
| Otto Bernert                                | Preußische Armee/ Fliegertruppe | 23. April 1917     | Leutnant                  |                    |                           |
| Friedrich von Bernhardi                     | Preußische Armee                | 20. August 1916    | General der Kavallerie    | 15. Mai 1918       | General der Kavallerie    |
| Felix von Bernuth                           | Preußische Armee                | 09. Oktober 1918   | Hauptmann                 |                    |                           |
| Hans Berr                                   | Preußische Armee/ Fliegertruppe | 04. Dezember 1916  | Oberleutnant              |                    |                           |
| Albert von Berrer                           | Württembergische Armee          | 27. August 1917    | Generalleutnant           |                    |                           |
| Rudolf Berthold                             | Preußische Armee/ Fliegertruppe | 12. Oktober 1916   | Oberleutnant              |                    |                           |
| Hans Beseler                                | Preußische Armee                | 28. November 1917  | Major                     |                    |                           |
| Hans von Beseler                            | Preußische Armee                | 10. Oktober 1914   | General der Infanterie    | 20. August 1915    | General der Infanterie    |
| Ernst von Bila                              | Preußische Armee                | 23. August 1918    | Major                     |                    |                           |
| Karl Anton von Bila                         | Preußische Armee                | 13. Juli 1794      | Kapitän                   |                    |                           |
| Rudolf Ernst von Bila                       | Preußische Armee                | 18. September 1787 | Stabsrittmeister          |                    |                           |
| Karl Gustav von Bilow                       | Preußische Armee                | 02. Juni 1793      | Kapitän                   |                    |                           |
| Jakob Albrecht von Birkhahn                 | Preußische Armee                | 27. August 1789    | Oberst                    |                    |                           |
| Siegmund Ernst von Birckhahn                | Preußische Armee                | Juni 1745          | Kapitän                   |                    |                           |
| Gustav Kalixt Biron von Kurland             | Preußische Armee                | 09. Mai 1814       | Generalmajor              |                    |                           |
| Karl Friedrich Wilhelm von Böhmer           | Preußische Armee                | 30. August 1807    | Premierleutnant           |                    |                           |
| Josef Bischoff                              | Preußische Armee                | 30. Juni 1918      | Major                     |                    |                           |
| Ernst Friedrich von Bismarck                | Preußische Armee                | 28. August 1758    | Lieutenant                |                    |                           |
| Karl August von Bismarck                    | Preußische Armee                | 30. Mai 1791       | Oberst                    |                    |                           |
| Leopold Friedrich von Bismarck              | Preußische Armee                | 02. Oktober 1793   | Sekondeleutnant           |                    |                           |
| Otto von Bismarck                           | Preußische Armee                |                    |                           | 01. September 1884 | General der Kavallerie    |
| Karl Bothmar von Bissing                    | Preußische Armee                | Juni 1751          | Kapitän                   |                    |                           |
| Otto Heinrich von Bistram                   | Preußische Armee                | 11. Dezember 1793  | Major                     |                    |                           |
| Alexander Bistrom                           | Russische Armee                 | 18. Oktober 1814   | Unterlieutenant           |                    |                           |
| Anton Bistrom                               | Russische Armee                 | Dezember 1813      | Oberstleutnant            |                    |                           |
| Eduard von Bistrom                          | Russische Armee                 | 20. März 1808      | Kapitän                   |                    |                           |
| Filipp von Bistrom                          | Russische Armee                 | 05. Mai 1814       | Kapitän                   |                    |                           |
| Werner von Blomberg                         | Preußische Armee                | 03. Juni 1918      | Major                     |                    |                           |
| Walter Blume                                | Preußische Armee/ Fliegertruppe | 30. September 1918 | Leutnant der Reserve      |                    |                           |
| Leonhard von Blumenthal                     | Preußische Armee                | 22. April 1864     | Oberst                    | 17. September 1866 | Generalmajor              |
| Fedor von Bock                              | Preußische Armee                | 01. April 1918     | Major                     |                    |                           |
| Franz-Karl von Bock                         | Preußische Armee                | 13. Oktober 1918   | Major                     |                    |                           |
| Alfred von Böckmann                         | Preußische Armee                | 08. Oktober 1916   | Generalleutnant           | 01. Juni 1917      | Generalleutnant           |
| Eduard von Böhm-Ermolli                     | k.u.k. Armee                    | 07. Oktober 1916   | Generaloberst             | 27. Juli 1918      | Feldmarschall             |
| Erich Böhme                                 | Preußische Armee                | 07. Mai 1918       | Oberstleutnant            |                    |                           |
| Erwin Böhme                                 | Preußische Armee/ Fliegertruppe | 24. November 1917  | Leutnant der Reserve      |                    |                           |
| Max von Boehn                               | Preußische Armee                | 24. August 1916    | General der Infanterie    | 20. Mai 1917       | General der Infanterie    |
| Oswald Boelcke                              | Preußische Armee/ Fliegertruppe | 12. Januar 1916    | Hauptmann                 |                    |                           |
| Oskar von Boenigk                           | Preußische Armee/ Fliegertruppe | 25. Oktober 1918   | Oberleutnant              |                    |                           |
| Gustav von Boetticher                       | Russische Armee                 | 13. September 1813 | Generalleutnant           |                    |                           |
| Friedrich von Bogendörfer                   | Bayerische Armee                | 08. November 1918  | Oberstleutnant            |                    |                           |
| Helmuth Bohm                                | Preußische Armee                | 05. Mai 1918       | Major                     |                    |                           |
| Carl Bolle                                  | Preußische Armee/ Fliegertruppe | 21. August 1918    | Rittmeister               |                    |                           |
| Heinrich Bongartz                           | Preußische Armee/ Fliegertruppe | 23. Dezember 1917  | Leutnant der Reserve      |                    |                           |
| Kurt von dem Borne                          | Preußische Armee                | 09. April 1918     | Generalleutnant           | 03. November 1918  | General der Infanterie    |
| Svetozar Boroević von Bojna                 | k.u.k. Armee                    | 03. November 1917  | Generaloberst             |                    |                           |
| Karl von Borries                            | Preußische Armee                | 13. Juni 1918      | Generalleutnant           |                    |                           |
| Rudolf von Borries                          | Preußische Armee                | 04. August 1917    | Generalmajor              |                    |                           |
| Ludwig von Borstell                         | Preußische Armee                | 11. September 1793 | Sekondeleutnant           | 21. Oktober 1813   | Generalmajor              |
| Julius von Bose                             | Preußische Armee                | 20. September 1866 | General der Infanterie    |                    |                           |
| Kuno-Hans von Both                          | Preußische Armee                | 10. April 1918     | Hauptmann                 |                    |                           |
| Felix von Bothmer                           | Bayerische Armee                | 07. Juli 1915      | General der Infanterie    | 25. Juli 1917      | General der Infanterie    |
| Ernst Brandenburg                           | Preußische Armee/ Fliegertruppe | 14. Juni 1917      | Hauptmann                 |                    |                           |
| Curt von Brandenstein                       | Preußische Armee                | 26. September 1918 | Hauptmann                 |                    |                           |
| Hermann von Brandenstein                    | Preußische Armee                | 27. August 1918    | Oberstleutnant            |                    |                           |
| Otto von Brandenstein                       | Preußische Armee                | 15. Mai 1918       | Oberst                    |                    |                           |
| Cordt von Brandis                           | Preußische Armee                | 21. April 1918     | Major                     |                    |                           |
| Cordt von Brandis                           | Preußische Armee                | 14. März 1916      | Oberleutnant              |                    |                           |
| Tido von Brederlow                          | Preußische Armee                | 09. Oktober 1918   | Major                     |                    |                           |
| Anatol Graf von Bredow                      | Preußische Armee                | 23. Juli 1915      | Generalleutnant           |                    |                           |
| Ludwig Breßler                              | Preußische Armee                | 09. Oktober 1918   | Generalmajor              |                    |                           |
| Carl Briese                                 | Preußische Armee                | 30. August 1918    | Generalleutnant           |                    |                           |
| Friedrich Brinckmann                        | Preußische Armee                | 06. März 1918      | Major                     |                    |                           |
| Heinrich Brinkord                           | Preußische Armee                | 21. Oktober 1918   | Oberleutnant der Reserve  |                    |                           |
| Ferdinand Brisken                           | Preußische Armee                | 23. April 1918     | Oberstleutnant            |                    |                           |
| Bernhard Bronsart von Schellendorff         | Preußische Armee                | 16. September 1916 | Oberst                    |                    |                           |
| Hans Bronsart von Schellendorff             | Preußische Armee                | 25. Oktober 1918   | Major                     |                    |                           |
| Walter Siegfried Bronsart von Schellendorff | Preußische Armee                | 02. Juni 1918      | Major                     |                    |                           |
| Georg Bruchmüller                           | Preußische Armee                | 01. Mai 1917       | Oberstleutnant            | 26. März 1918      | Oberstleutnant            |
| Erich Brückner                              | Preußische Armee                | 04. September 1918 | Major                     |                    |                           |
| Hieronymus von Brückner                     | Preußische Armee                | 03. Juni 1792      | Generalmajor              |                    |                           |
| Friedrich Bruns                             | Preußische Armee                | 06. November 1918  | Major                     |                    |                           |
| Julius Buckler                              | Preußische Armee/ Fliegertruppe | 04. Dezember 1917  | Leutnant                  |                    |                           |
| Hans-Joachim Buddecke                       | Preußische Armee/ Fliegertruppe | 14. April 1915     | Oberleutnant der Reserve  |                    |                           |
| Gustav von Buddenbrock                      | Preußische Armee                | 07. Juni 1864      | Oberst                    | 18. Januar 1871    | Generalleutnant           |
| Rudolph Otto von Budritzki                  | Preußische Armee                | 01. November 1870  | Generalleutnant           |                    |                           |
| Franz Büchner                               | Sächsische Armee/ Fliegertruppe | 25. Oktober 1918   | Leutnant                  |                    |                           |
| Karl von Bülow                              | Preußische Armee                | 04. April 1915     | Generalfeldmarschall      |                    |                           |
| Walter von Bülow                            | Preußische Armee/ Fliegertruppe | 08. Oktober 1917   | Leutnant                  |                    |                           |
| Heinrich von Bünau                          | Preußische Armee                | 17. September 1918 | Major                     |                    |                           |
| Robert Bürkner                              | Preußische Armee                | 16. Mai 1918       | Oberstleutnant            |                    |                           |
| Boris von Bulgarien                         | Bulgarische Armee               | 03. Oktober 1916   | Feldmarschall             |                    |                           |
| Ferdinand I. von Bulgarien                  | Bulgarische Armee               |                    |                           | 08. September 1916 | Feldmarschall             |
| Hermann von Burkhardt                       | Bayerische Armee                | 12. Mai 1917       | Generalleutnant           |                    |                           |
| Ernst Busch                                 | Preußische Armee                | 04. Oktober 1918   | Hauptmann                 |                    |                           |
| Georg von dem Bussche-Haddenhausen          | Sächsische Armee                | 18. September 1918 | Major                     |                    |                           |
| Johannes von Busse                          | Preußische Armee                | 16. April 1918     | Generalmajor              |                    |                           |

## C
| Name                                       | Truppengattung                 | Pour le Mérite     | Dienstgrad bei Verleihung                        | Eichenlaub         | Dienstgrad bei Verleihung |
| ------------------------------------------ | ------------------------------ | ------------------ | ------------------------------------------------ | ------------------ | ------------------------- |
| Karl Ernst Wilhelm von Canitz und Dallwitz | Preußische Armee               | 18. Juli 1807      | Lieutenant                                       | 5. Februar 1815    | Major                     |
| Philipp Carl von Canstein                  | Preußische Armee               | 07. Juni 1864      | Generalmajor                                     | 20. September 1866 | Generalleutnant           |
| Eduard von Capelle                         | Kaiserliche Marine             | 09. Januar 1918    | Admiral                                          |                    |                           |
| Leo von Caprivi                            | Preußische Armee               | 18. Januar 1871    | Oberstleutnant                                   |                    |                           |
| Alois Caracciola-Delbrück                  | Preußische Armee               | 25. August 1918    | Major                                            |                    |                           |
| Adolph von Carlowitz                       | Sächsische Armee               | 29. Juli 1917      | General der Infanterie                           | 25. Mai 1918       | General der Infanterie    |
| Walter Caspari                             | Preußische Armee               | 21. April 1918     | Major                                            |                    |                           |
| Martin Chales de Beaulieu                  | Preußische Armee               | 05. September 1917 | Generalleutnant                                  |                    |                           |
| Siegfried von La Chevallerie               | Preußische Armee               | 20. Januar 1918    | Generalmajor                                     | 05. Oktober 1918   | Generalleutnant           |
| Friedrich Christiansen                     | Kaiserliche Marine/ Seeflieger | 11. Dezember 1917  | Oberleutnant der Reserve/ der Matrosenartillerie |                    |                           |
| Eberhard von Claer                         | Preußische Armee               | 29. Juni 1915      | General der Infanterie                           |                    |                           |
| Max Clausius                               | Preußische Armee               | 15. Oktober 1918   | Major                                            |                    |                           |
| Erwin von Collani                          | Preußische Armee               | 07. Mai 1918       | Major                                            |                    |                           |
| Alexander Commichau                        | Preußische Armee               | 21. April 1918     | Major                                            |                    |                           |
| Franz Conrad von Hötzendorf                | k.u.k. Armee                   | 12. Mai 1915       | General der Infanterie                           | 26. Januar 1917    | Feldmarschall             |
| Richard von Conta                          | Preußische Armee               | 15. Oktober 1916   | Generalleutnant                                  | 26. März 1918      | Generalleutnant           |
| Wilhelm René de l’Homme de Courbière       | Preußische Armee               | Juli 1760          | Oberstleutnant                                   |                    |                           |
| Elimar von Cranach                         | Preußische Armee               | 22. April 1918     | Generalmajor                                     |                    |                           |

## D
| Name                                  | Truppengattung                  | Pour le Mérite     | Dienstgrad bei Verleihung | Eichenlaub       | Dienstgrad bei Verleihung |
| ------------------------------------- | ------------------------------- | ------------------ | ------------------------- | ---------------- | ------------------------- |
| Rudolf Dänner                         | Bayerische Armee                | 26. Oktober 1918   | Generalmajor              |                  |                           |
| Viktor Dallmer                        | Preußische Armee                | 26. April 1917     | Generalleutnant           | 08. Juni 1918    | Generalleutnant           |
| Gustav Dammann                        | Preußische Armee                | 06. November 1918  | Major                     |                  |                           |
| Johannes von Dassel                   | Preußische Armee                | 25. Oktober 1918   | Generalmajor              |                  |                           |
| Kolmar von Debschitz                  | Preußische Armee                | 20. September 1866 | Generalleutnant           |                  |                           |
| Carl Degelow                          | Preußische Armee/ Fliegertruppe | 08. November 1918  | Leutnant der Reserve      |                  |                           |
| Berthold von Deimling                 | Preußische Armee                | 28. August 1916    | General der Infanterie    |                  |                           |
| Walter von Delius                     | Preußische Armee                | 20. Januar 1918    | Major                     |                  |                           |
| Friedrich-Wilhelm Dernen              | Preußische Armee                | 29. August 1918    | Leutnant der Reserve      |                  |                           |
| Arnold von Detten                     | Preußische Armee                | 27. August 1918    | Major                     |                  |                           |
| Stephan Gottlieb von Dewitz           | Preussische Armee               |                    | Major                     |                  |                           |
| Curt von Dewitz                       | Preußische Armee                | 22. April 1918     | Major                     |                  |                           |
| Karl Dieffenbach                      | Preußische Armee                | 26. April 1917     | Generalleutnant           |                  |                           |
| Otto von Diepenbroick-Grüter          | Preußische Armee                | 13. Juni 1918      | Generalmajor              |                  |                           |
| Wilhelm Arthur von Ditfurth           | Preußische Armee                |                    |                           | 02. Oktober 1815 | Major                     |
| Wilhelm von Ditfurth                  | Preußische Armee                | 21. April 1918     | Major                     |                  |                           |
| Ahmed Djemal-Pascha                   | Osmanische Armee                | 04. September 1917 | Generalleutnant           |                  |                           |
| Gustav Dörr                           | Preußische Armee/ Fliegertruppe | 17. Januar 1919    | Leutnant der Reserve      |                  |                           |
| Nikolaus zu Dohna-Schlodien           | Kaiserliche Marine              | 07. März 1916      | Korvettenkapitän          |                  |                           |
| Wilhelm von Dommes                    | Preußische Armee                | 08. Juni 1918      | Generalmajor              |                  |                           |
| Georg Dorndorf                        | Preußische Armee                | 01. April 1918     | Oberstleutnant            |                  |                           |
| Albert Dossenbach                     | Preußische Armee/ Fliegertruppe | 11. November 1916  | Leutnant der Reserve      |                  |                           |
| Eduard von Dostler                    | Bayerische Armee/ Fliegertrupp  | 06. August 1917    | Oberleutnant              |                  |                           |
| Hermann Drechsel                      | Preußische Armee                | 03. April 1918     | Oberstleutnant            |                  |                           |
| Hermann von Dresler und Scharfenstein | Preußische Armee                | 08. November 1917  | Generalmajor              |                  |                           |
| Hans von Drigalski                    | Preußische Armee                | 28. März 1918      | Major                     |                  |                           |
| Wilhelm von Dücker                    | Preußische Armee                | 29. August 1918    | Oberstleutnant            |                  |                           |

## E
| Name                          | Truppengattung    | Pour le Mérite     | Dienstgrad bei Verleihung | Eichenlaub         | Dienstgrad bei Verleihung |
| ----------------------------- | ----------------- | ------------------ | ------------------------- | ------------------ | ------------------------- |
| Johannes von Eben             | Preußische Armee  | 07. Oktober 1916   | General der Infanterie    | 22. September 1917 | General der Infanterie    |
| Magnus von Eberhardt          | Preußische Armee  | 20. Mai 1917       | General der Infanterie    | 22. September 1917 | General der Infanterie    |
| Gottfried Edelbüttel          | Preußische Armee  | 12. Oktober 1917   | Oberstleutnant            |                    |                           |
| Franz von Edelsheim           | Preußische Armee  | 04. Oktober 1918   | Oberstleutnant            |                    |                           |
| Ralph von Egidy               | Sächsische Armee  | 31. Oktober 1918   | Oberstleutnant            |                    |                           |
| Oskar von Ehrenthal           | Sächsische Armee  | 15. Juni 1917      | General der Infanterie    |                    |                           |
| Hermann von Eichhorn          | Preußische Armee  | 18. August 1915    | Generaloberst             | 28. September 1915 | Generaloberst             |
| Karl von Einem                | Preußische Armee  | 16. März 1915      | Generaloberst             | 17. Oktober 1916   | Generaloberst             |
| Karl d’Elsa                   | Sächsische Armee  | 01. September 1916 | General der Infanterie    |                    |                           |
| Hugo Elstermann von Elster    | Preußische Armee  | 22. September 1917 | Generalleutnant           |                    |                           |
| Otto von Emmich               | Preußische Armee  | 07. August 1914    | General der Infanterie    | 14. Mai 1915       | General der Infanterie    |
| Siegfried von Ende            | Preußische Armee  | 31. Oktober 1917   | Generalleutnant           |                    |                           |
| Nikolaus von Endres           | Bayerische Armee  | 17. April 1918     | Generalleutnant           | 04. August 1918    | Generalleutnant           |
| George von Engelbrechten      | Preußische Armee  | 08. Juli 1918      | Generalleutnant           |                    |                           |
| Damad Enver-Pascha            | Osmanisches Armee | 23. August 1915    | Generalleutnant           | 10. Januar 1916    | Generalleutnant           |
| Franz von Epp                 | Bayerische Armee  | 29. Mai 1918       | Oberst                    |                    |                           |
| Hans von der Esch             | Preußische Armee  | 13. Oktober 1918   | Generalmajor              |                    |                           |
| Karl von der Esch             | Preußische Armee  | 19. Januar 1873    | Oberst                    |                    |                           |
| Friedrich von Esebeck         | Preußische Armee  | 03. April 1918     | Oberstleutnant            |                    |                           |
| Ludwig von Estorff            | Preußische Armee  | 06. September 1917 | Generalleutnant           |                    |                           |
| Günther von Etzel             | Preußische Armee  | 04. August 1917    | Generalmajor              | 25. Oktober 1918   | Generalleutnant           |
| Siegfried zu Eulenburg-Wicken | Preußische Armee  | 27. August 1917    | Major                     | 04. September 1918 | Major                     |

## F
| Name                                        | Truppengattung                                    | Pour le Mérite     | Dienstgrad bei Verleihung    | Eichenlaub        | Dienstgrad bei Verleihung |
| ------------------------------------------- | ------------------------------------------------- | ------------------ | ---------------------------- | ----------------- | ------------------------- |
| Max von Fabeck                              | Preußische Armee                                  | 23. August 1915    | General der Infanterie       |                   |                           |
| Alexander von Falkenhausen                  | Preußische Armee/ Osmanische Armee                | 07. Mai 1918       | Major/ Oberstleutnant        |                   |                           |
| Ludwig von Falkenhausen                     | Preußische Armee                                  | 23. August 1915    | Generaloberst                | 15. April 1916    | Generaloberst             |
| Erich von Falkenhayn                        | Preußische Armee                                  | 16. Februar 1915   | General der Infanterie       | 03. Juni 1915     | General der Infanterie    |
| Eugen von Falkenhayn                        | Preußische Armee                                  | 28. August 1915    | General der Kavallerie       | 13. November 1915 | General der Kavallerie    |
| Karl von Fasbender                          | Bayerische Armee                                  | 13. September 1916 | General der Infanterie       |                   |                           |
| Wilhelm Faupel                              | Preußische Armee                                  | 18. Juni 1918      | Oberstleutnant               | 04. August 1918   | Oberstleutnant            |
| Carlo Filangieri                            | Neapolitanische Armee                             | 19. März 1850      | Generalleutnant              |                   |                           |
| Bernhard Finck von Finckenstein             | Preußische Armee                                  | 09. April 1918     | Generalmajor                 |                   |                           |
| Kurt Fischer                                | Oberstleutnant                                    | 04. November 1917  | Oberstleutnant               |                   |                           |
| Udo von Fischer                             | Preußische Armee                                  | 30. Juni 1918      | Oberst                       |                   |                           |
| Paul Fleck                                  | Preußische Armee                                  | 16. März 1915      | Generalleutnant              |                   |                           |
| Sigismund von Förster                       | Preußische Armee/ Ostasiatisches Expeditionskorps | 28. Mai 1901       | Major                        |                   |                           |
| Walter Forstmann                            | Kaiserliche Marine                                | 12. August 1916    | Kapitänleutnant              |                   |                           |
| Ernst von Forstner                          | Preußische Armee                                  | 31. Oktober 1917   | Oberstleutnant               | 17. Juni 1918     | Oberstleutnant            |
| Ernst Frahnert                              | Preußische Armee                                  | 14. November 1917  | Major                        |                   |                           |
| Bruno von François                          | Preußische Armee                                  | 20. September 1866 | Oberst                       |                   |                           |
| Hermann von François                        | Preußische Armee                                  | 14. Mai 1915       | General der Infanterie       | 27. Juli 1917     | General der Infanterie    |
| Adolf Franke                                | Preußische Armee                                  | 18. Oktober 1918   | char. General der Artillerie |                   |                           |
| Hans-Heydan von Frankenberg und Ludwigsdorf | Preußische Armee                                  | 05. Juli 1918      | Major                        |                   |                           |
| Wilhelm Frankl                              | Preußische Armee/ Fliegertruppe                   | 12. August 1916    | Leutnant der Reserve         |                   |                           |
| Eduard von Fransecky                        | Preußische Armee                                  | 20. September 1866 | Generalleutnant              | 05. Februar 1871  | General der Infanterie    |
| Rudolf Frantz                               | Preußische Armee                                  | 25. Juli 1917      | Major                        |                   |                           |
| Erich Freyer                                | Preußische Armee                                  | 17. April 1918     | Generalleutnant              |                   |                           |
| Karl von Freyhold                           | Preußische Armee                                  | 14. Juni 1918      | Hauptmann                    |                   |                           |
| Hermann Fricke                              | Preußische Armee/ Fliegertruppe                   | 23. Dezember 1917  | Leutnant                     |                   |                           |
| Friedrich von Friedeburg                    | Preußische Armee                                  | 20. September 1918 | Generalleutnant              |                   |                           |
| Karl Friederici                             | Preußische Armee                                  | 30. Juni 1918      | Major                        |                   |                           |
| Albert von Fritsch                          | Württembergische Armee                            | 03. September 1918 | Generalleutnant              |                   |                           |
| Lothar Fritsch                              | Preußische Armee                                  | 06. Mai 1918       | Major                        |                   |                           |
| Georg Frotscher                             | Sächsische Armee                                  | 05. Mai 1918       | Oberst                       |                   |                           |
| Georg Fuchs                                 | Preußische Armee                                  | 18. August 1917    | Generalleutnant              |                   |                           |
| Friedrich Wilhelm von Funck                 | Preußische Armee                                  | 18. Oktober 1812   | Major                        | 03. November 1815 | Oberst                    |

## G
| Name                       | Truppengattung                  | Pour le Mérite     | Dienstgrad bei Verleihung    | Eichenlaub         | Dienstgrad bei Verleihung |
| -------------------------- | ------------------------------- | ------------------ | ---------------------------- | ------------------ | ------------------------- |
| Arthur von Gabain          | Preußische Armee                | 08. November 1917  | Generalmajor                 | 17. April 1918     | Generalmajor              |
| Otto Gabcke                | Preußische Armee                | 01. September 1918 | Hauptmann                    |                    |                           |
| Hans Gaede                 | Preußische Armee                | 25. August 1915    | General der Infanterie       |                    |                           |
| Erich Gaertner             | Preußische Armee                | 08. November 1918  | Major                        |                    |                           |
| Max von Gallwitz           | Preußische Armee                | 24. Juli 1915      | General der Artillerie       | 28. September 1915 | General der Artillerie    |
| Otto von Garnier           | Preußische Armee                | 12. Oktober 1916   | Generalleutnant              |                    |                           |
| Georg von Gayl             | Preußische Armee                | 08. Mai 1918       | General der Infanterie       |                    |                           |
| Wilhelm von Gazen          | Preußische Armee                | 24. November 1917  | Hauptmann                    |                    |                           |
| Ludwig von Gebsattel       | Bayerische Armee                | 04. Oktober 1916   | General der Kavallerie       |                    |                           |
| Carl-Siegfried Georg       | Kaiserliche Marine              | 24. April 1918     | Kapitänleutnant              |                    |                           |
| Ulrich von Germar          | Preußische Armee                | 22. April 1918     | Major                        |                    |                           |
| Friedrich von Gerok        | Württembergische Armee          | 07. Juli 1915      | General der Infanterie       |                    |                           |
| Daniel Gerth               | Preußische Armee                | 11. Oktober 1918   | Oberleutnant                 |                    |                           |
| Adolf von Glümer           | Preußische Armee                | 05. Februar 1871   | Generalleutnant              |                    |                           |
| Wilhelm von Gluszewski     | Preußische Armee                | 24. November 1917  | Oberstleutnant               |                    |                           |
| Hermann Göring             | Preußische Armee/ Fliegertruppe | 02. Mai 1918       | Oberleutnant                 |                    |                           |
| Wilhelm von Goerne         | Preußische Armee                | 20. Mai 1917       | Oberstleutnant               | 30. August 1918    | Oberst                    |
| Martin Goesch              | Preußische Armee                | 21. April 1918     | Hauptmann                    |                    |                           |
| Georg von Götz             | Preußische Armee                | 17. Oktober 1918   | Major                        |                    |                           |
| August von Goetzen         | Preußische Armee                | 11. September 1916 | Oberstleutnant               |                    |                           |
| Rüdiger von der Goltz      | Preußische Armee                | 15. Mai 1918       | Generalmajor                 |                    |                           |
| Leopold Gondrecourt        | Österreichische Armee           | 18. August 1864    | Generalmajor                 |                    |                           |
| Friedrich von Gontard      | Preußische Armee                | 09. April 1918     | Generalleutnant              | 04. August 1918    | Generalleutnant           |
| Heinrich Gontermann        | Preußische Armee/ Fliegertruppe | 14. Mai 1917       | Leutnant der Reserve         |                    |                           |
| Konrad Ernst von Goßler    | Preußische Armee                | 10. August 1916    | General der Infanterie       |                    |                           |
| Wolff von Graeffendorff    | Preußische Armee                | 24. November 1917  | Hauptmann                    |                    |                           |
| Wilhelm von Graeve         | Preußische Armee                | 08. November 1918  | Hauptmann                    |                    |                           |
| Kurt von Greiff            | Württembergische Armee          | 09. Juni 1918      | Major                        |                    |                           |
| Robert Greim               | Bayerische Armee/ Fliegertruppe | 14. Oktober 1918   | Oberleutnant                 |                    |                           |
| Wilhelm Griebsch           | Preußische Armee/ Fliegertruppe | 30. September 1918 | Leutnant der Reserve         |                    |                           |
| Wilhelm von Groddeck       | Preußische Armee                | 09. April 1918     | Generalmajor                 |                    |                           |
| Wilhelm Groener            | Württembergische Armee          | 11. September 1915 | Generalmajor                 |                    |                           |
| Hans von Gronau            | Preußische Armee                | 04. Oktober 1916   | General der Artillerie       | 06. August 1918    | General der Artillerie    |
| Jürgen Alexander von Grone | Preußische Armee/ Fliegertruppe | 13. Oktober 1918   | Oberleutnant                 |                    |                           |
| Theodor Groppe             | Preußische Armee                | 06. November 1918  | Hauptmann                    |                    |                           |
| Hans von Grothe            | Preußische Armee                | 02. November 1918  | Oberstleutnant               |                    |                           |
| Paul Grünert               | Preußische Armee                | 03. Mai 1918       | Generalleutnant              |                    |                           |
| Ernst Gruson               | Preußische Armee                | 06. Juli 1918      | Major                        |                    |                           |
| Erich Gudowius             | Preußische Armee                | 04. August 1918    | Major                        |                    |                           |
| Erich von Gündell          | Preußische Armee                | 28. August 1916    | General der Infanterie       |                    |                           |
| Hans von Guretzky-Cornitz  | Preußische Armee                | 09. März 1916      | char. General der Infanterie |                    |                           |

## H
| Name                                     | Truppengattung                  | Pour le Mérite     | Dienstgrad bei Verleihung    | Eichenlaub         | Dienstgrad bei Verleihung |
| ---------------------------------------- | ------------------------------- | ------------------ | ---------------------------- | ------------------ | ------------------------- |
| Friedrich Haack                          | Bayerische Armee                | 08. August 1918    | Oberstleutnant               |                    |                           |
| Wilhelm von Haasy                        | Bayerische Armee                | 10. Juni 1918      | Oberst                       |                    |                           |
| Hans Christoph Friedrich von Hacke       | Preußische Armee                | Juni 1740          | Oberst und Generaladjutant   |                    |                           |
| Heinrich von Hadeln                      | Preußische Armee                | 26. August 1917    | Major                        |                    |                           |
| Siegfried Haenicke                       | Preußische Armee                | 14. Juni 1918      | Hauptmann                    |                    |                           |
| Gottlieb von Haeseler                    | Preußische Armee                | 19. Januar 1873    | Major                        | 22. März 1915      | Generalfeldmarschall      |
| Wilhelm Hagedorn                         | Preußische Armee                | 30. Juli 1917      | Major                        |                    |                           |
| Karl von Hagen                           | Preußische Armee                | 08. April 1918     | Major                        |                    |                           |
| Oskar von Hahnke                         | Preußische Armee                | 08. Oktober 1918   | Oberstleutnant               |                    |                           |
| Karl Georg Albrecht Ernst von Hake       | Preußische Armee                | 17. September 1793 | Sekondeleutnant              | 03. April 1814     | Generalmajor              |
| Ernst Wilhelm von Hamilton               | Preußische Armee                | 21. Februar 1807   | Oberst                       |                    |                           |
| Ernst Hammacher                          | Preußische Armee                | 31. Oktober 1918   | Major                        |                    |                           |
| Rudolph Hammer                           | Sächsische Armee                | 24. November 1917  | Generalmajor                 |                    |                           |
| Frithjof von Hammerstein-Gesmold         | Preußische Armee                | 01. November 1918  | Oberstleutnant               |                    |                           |
| Hans von Hammerstein-Gesmold             | Preußische Armee                | 06. November 1918  | Generalmajor                 |                    |                           |
| Karl Hansen                              | Preußische Armee                | 08. November 1918  | Hauptmann                    |                    |                           |
| Georg von Harder                         | Preußische Armee                | 25. August 1918    | Major                        |                    |                           |
| Gottfried Ludwig Matthias von Hartmann   | Preußische Armee                | September 1792     | Oberstleutnant               |                    |                           |
| Jakob von Hartmann                       | Bayerische Armee                | 01. März 1872      | General der Infanterie       |                    |                           |
| Kurt Hartwig                             | Kaiserliche Marine              | 03. Oktober 1918   | Kapitänleutnant              |                    |                           |
| Otto Hasse                               | Preußische Armee                | 23. Dezember 1917  | Oberstleutnant               | 12. Mai 1918       | Oberstleutnant            |
| Hans-Joachim Haupt                       | Preußische Armee                | 16. März 1916      | Hauptmann der Reserve        |                    |                           |
| Wilhelm Haupt                            | Preußische Armee                | 18. August 1918    | Major                        |                    |                           |
| Ludwig Hauß                              | Preußische Armee                | 11. September 1918 | Oberstleutnant               |                    |                           |
| Walter von Haxthausen                    | Preußische Armee                | 13. Juni 1918      | Generalmajor                 |                    |                           |
| Josias von Heeringen                     | Preußische Armee                | 25. August 1915    | Generaloberst                | 25. August 1916    | Generaloberst             |
| Heino von Heimburg                       | Kaiserliche Marine              | 11. August 1917    | Oberleutnant zur See         |                    |                           |
| Oskar Heinecke                           | Kaiserliche Marine              | 05. März 1918      | Korvettenkapitän             |                    |                           |
| Franz Heinrigs                           | Preußische Armee                | 08. November 1917  | Major                        |                    |                           |
| Siegfried von Held                       | Preußische Armee                | 07. November 1918  | Generalmajor                 |                    |                           |
| Emil Hell                                | Preußische Armee                | 21. September 1916 | Oberst                       | 11. Januar 1917    | Oberst                    |
| Hans von Hemmer                          | Bayerische Armee                | 25. Juli 1917      | Oberstleutnant               |                    |                           |
| Richard Hentsch                          | Sächsische Armee                | 23. September 1917 | Oberst                       |                    |                           |
| Ferdinand Herold                         | Preußische Armee                | 08. Oktober 1917   | Major                        |                    |                           |
| Adolf Herrgott                           | Bayerische Armee                | 04. August 1918    | char. Oberst                 |                    |                           |
| Otto Hersing                             | Kaiserliche Marine              | 05. Juni 1915      | Kapitänleutnant              |                    |                           |
| Heinrich von Hessen und bei Rhein        | Preußische Armee                | 07. Juli 1887      | General der Kavallerie       |                    |                           |
| Friedrich Wilhelm von Hertzberg          | Preußische Armee                | 04. November 1918  | char. General der Kavallerie |                    |                           |
| Hans Hesse                               | Preußische Armee                | 11. Dezember 1916  | Oberst                       |                    |                           |
| Albert Heuck                             | Preußische Armee                | 28. Oktober 1918   | Oberst                       |                    |                           |
| Wilhelm Heye                             | Preußische Armee                | 20. August 1916    | Oberst                       | 03. April 1918     | Oberst                    |
| Hubert Heym                              | Preußische Armee                | 09. April 1918     | Major                        |                    |                           |
| Hans von Heynitz                         | Preußische Armee                | 03. Dezember 1917  | Oberst                       |                    |                           |
| Robert Hieronymus                        | Preußische Armee                | 23. Juni 1918      | Leutnant der Reserve         |                    |                           |
| Paul von Hindenburg                      | Preußische Armee                | 08. September 1914 | Generaloberst                | 23. Februar 1915   | Generalfeldmarschall      |
| Franz von Hipper                         | Kaiserliche Marine              | 05. Juni 1916      | Vizeadmiral                  |                    |                           |
| Karl Friedrich Bernhard Helmuth von Hobe | Preußische Armee                |                    |                              | 31. Mai 1814       | Generalmajor              |
| Karl Hoefer                              | Preußische Armee                | 23. Juli 1916      | Oberst                       | 14. April 1918     | Generalmajor              |
| Walter Höhndorf                          | Preußische Armee/ Fliegertruppe | 20. Juli 1916      | Leutnant der Reserve         |                    |                           |
| Ernst von Hoeppner                       | Preußische Armee/ Fliegertruppe | 08. April 1917     | Generalleutnant              |                    |                           |
| Eberhard von Hofacker                    | Württembergische Armee          | 26. April 1917     | Generalleutnant              | 24. November 1917  | Generalleutnant           |
| Max Hoffmann                             | Preußische Armee                | 07. Oktober 1916   | Oberst                       | 25. Juli 1917      | Oberst                    |
| Georg Wilhelm von Hofmann                | Russische Armee                 | 18. Mai 1813       | Major                        |                    |                           |
| Heinrich von Hofmann                     | Preußische Armee                | 12. November 1917  | Generalmajor                 | 18. September 1918 | Generalleutnant           |
| Max Hofmann                              | Preußische Armee                | 28. August 1915    | Generalleutnant              | 05. Juli 1918      | General der Infanterie    |
| Ernst von Hohnhorst                      | Preußische Armee                | 06. Mai 1918       | Oberstleutnant               |                    |                           |
| Henning von Holtzendorff                 | Kaiserliche Marine              | 22. März 1917      | Admiral                      | 01. Februar 1918   | Admiral                   |
| Erich Homburg                            | Preußische Armee/ Fliegertruppe | 13. Oktober 1918   | Oberleutnant                 |                    |                           |
| Hans-Georg Horn                          | Preußische Armee/ Fliegertruppe | 23. Dezember 1917  | Oberleutnant                 |                    |                           |
| Heinrich Wilhelm von Horn                | Preußische Armee                | 06. Juni 1794      | Premierleutnant              | 08. Dezember 1813  | Generalmajor              |
| Rudolf von Horn                          | Preußische Armee                | 21. September 1918 | Generalmajor                 |                    |                           |
| Hans Howaldt                             | Kaiserliche Marine              | 26. Dezember 1917  | Oberleutnant zur See         |                    |                           |
| Christoph Georg von der Howen            | Russische Armee                 | März 1814          | Oberst der Artillerie        |                    |                           |
| George Hermann von der Howen             | Russische Armee                 | März 1814          | Oberst                       |                    |                           |
| Otto von Hügel                           | Württembergische Armee          | 28. August 1916    | General der Infanterie       |                    |                           |
| Walter von Hülsen                        | Preußische Armee                | 09. April 1918     | Generalleutnant              |                    |                           |
| Wilhelm Humser                           | Preußische Armee                | 16. Mai 1918       | Major                        |                    |                           |
| Paul Hundius                             | Kaiserliche Marine              | 18. August 1918    | Kapitänleutnant              |                    |                           |
| Wilhelm Hundrich                         | Preußische Armee                | 23. April 1918     | Oberst                       |                    |                           |
| Friedrich Franz von Huth                 | Preußische Armee                | 31. Januar 1918    | Oberstleutnant               |                    |                           |
| Oskar von Hutier                         | Preußische Armee                | 06. September 1917 | General der Infanterie       | 23. März 1918      | General der Infanterie    |

## I
| Name          | Truppengattung                  | Pour le Mérite  | Dienstgrad bei Verleihung | Eichenlaub | Dienstgrad bei Verleihung |
| ------------- | ------------------------------- | --------------- | ------------------------- | ---------- | ------------------------- |
| Emil Ilse     | Preußische Armee                | 28. August 1916 | Generalleutnant           |            |                           |
| Max Immelmann | Sächsische Armee/ Fliegertruppe | 12. Januar 1916 | Leutnant der Reserve      |            |                           |

## J
| Name                                 | Truppengattung                  | Pour le Mérite     | Dienstgrad bei Verleihung | Eichenlaub       | Dienstgrad bei Verleihung |
| ------------------------------------ | ------------------------------- | ------------------ | ------------------------- | ---------------- | ------------------------- |
| Albano von Jacobi                    | Preußische Armee                | 12. April 1917     | General der Infanterie    |                  |                           |
| Josef Jacobs                         | Preußische Armee/ Fliegertruppe | 18. Juli 1918      | Leutnant der Reserve      |                  |                           |
| Friedrich Wilhelm von Jagow          | Preußische Armee                |                    |                           | 02. Oktober 1815 | Generalmajor              |
| Georg Johow                          | Preußische Armee                | 21. September 1916 | Oberst                    |                  |                           |
| Edgar Josenhanß                      | Württembergische Armee          | 28. Oktober 1918   | Oberleutnant              |                  |                           |
| Ernst Jünger                         | Preußische Armee                | 18. September 1918 | Leutnant                  |                  |                           |
| Andreas Franz von Jutrzenka          | Preußische Armee                | 28. November 1793  | Fähnrich                  |                  |                           |
| Carl Jakob von Jutrzenka-Morgenstern | Preußische Armee                | 02. August 1778    | Premierleutnant           |                  |                           |

## K
| Name                             | Truppengattung                                    | Pour le Mérite     | Dienstgrad bei Verleihung    | Eichenlaub        | Dienstgrad bei Verleihung |
| -------------------------------- | ------------------------------------------------- | ------------------ | ---------------------------- | ----------------- | ------------------------- |
| Ernst Kabisch                    | Preußische Armee                                  | 09. Oktober 1918   | Generalmajor                 |                   |                           |
| Ernst Kaether                    | Preußische Armee                                  | 08. November 1918  | Oberstleutnant               |                   |                           |
| Hans-Heinrich von Kahlden        | Preußische Armee                                  | 06. November 1918  | Major                        |                   |                           |
| Konrad Kalau vom Hofe            | Preußische Armee                                  | 23. Juli 1916      | Hauptmann                    |                   |                           |
| Friedrich Wilhelm von Kalckstein | Preußische Armee                                  | Oktober 1756       | Kapitain                     |                   |                           |
| Leopold Wilhelm von Kalckstein   | Preußische Armee                                  | 14. Juli 1794      | Major                        |                   |                           |
| Georg Friedrich von Kall         | Preußische Armee                                  | 1807               | Major                        |                   |                           |
| Hugo von Kathen                  | Preußische Armee                                  | 28. August 1916    | General der Infanterie       | 27. August 1917   | General der Infanterie    |
| Georg Kaulbach                   | Preußische Armee                                  | 02. Juni 1918      | Oberst                       |                   |                           |
| Wilhelm Kaupert                  | Preußische Armee                                  | 29. Oktober 1918   | Generalmajor                 |                   |                           |
| Karl von Keiser                  | Preußische Armee                                  | 24. November 1917  | Major                        |                   |                           |
| Richard von Keiser               | Preußische Armee                                  | 21. April 1918     | Oberstleutnant               |                   |                           |
| Alfred Keller                    | Preußische Armee/ Fliegertruppe                   | 04. Dezember 1917  | Hauptmann                    |                   |                           |
| Viktor Keller                    | Preußische Armee                                  | 27. März 1918      | Oberstleutnant               |                   |                           |
| Erich Kewisch                    | Preußische Armee                                  | 04. August 1918    | Major                        |                   |                           |
| Christoph von Kiefhaber          | Bayerische Armee                                  | 24. November 1917  | Generalleutnant              |                   |                           |
| Paul Kienitz                     | Preußische Armee                                  | 16. Juli 1918      | Oberstleutnant               |                   |                           |
| Karl von Kietzell                | Preußische Armee                                  | 05. Juli 1918      | Major                        |                   |                           |
| Günther von Kirchbach            | Preußische Armee                                  | 27. Oktober 1917   | Generaloberst                |                   |                           |
| Hans von Kirchbach               | Sächsische Armee                                  | 11. August 1916    | General der Artillerie       |                   |                           |
| Hugo von Kirchbach               | Preußische Armee                                  | 20. September 1866 | Generalleutnant              | 18. Februar 1871  | General der Infanterie    |
| Heinrich Kirchheim               | Preußische Armee                                  | 13. Oktober 1918   | Hauptmann                    |                   |                           |
| Hans Kirschstein                 | Preußische Armee/ Fliegertruppe                   | 24. Juni 1918      | Leutnant der Reserve         |                   |                           |
| Otto Kissenberth                 | Bayerische Armee/ Fliegertruppe                   | 30. Juni 1918      | Oberleutnant                 |                   |                           |
| Hans Klein                       | Preußische Armee/ Fliegertruppe                   | 04. Dezember 1917  | Leutnant der Reserve         |                   |                           |
| Rudolf Kleine                    | Preußische Armee/ Fliegertruppe                   | 04. Oktober 1917   | Hauptmann                    |                   |                           |
| Alfred von Kleist                | Preußische Armee                                  | 08. Oktober 1918   | Generalleutnant              |                   |                           |
| Paul Klette                      | Preußische Armee                                  | 21. April 1918     | Major                        |                   |                           |
| Willi von Klewitz                | Preußische Armee                                  | 06. August 1917    | Oberstleutnant               | 26. August 1918   | Oberstleutnant            |
| Hans Kloebe                      | Preußische Armee                                  | 20. Januar 1918    | Major                        |                   |                           |
| Alexander von Kluck              | Preußische Armee                                  | 28. März 1915      | Generaloberst                |                   |                           |
| Robert von Klüber                | Preußische Armee                                  | 14. Juni 1917      | Major                        |                   |                           |
| Kurt von Klüfer                  | Preußische Armee                                  | 21. April 1918     | Major                        |                   |                           |
| Karl Friedrich von dem Knesebeck | Preußische Armee                                  | 08. April 1807     | Major                        | 19. Oktober 1813  | Generalmajor              |
| Paul von Kneußl                  | Bayerische Armee                                  | 03. Juni 1915      | Generalleutnant              | 11. Januar 1917   | Generalleutnant           |
| Maximilian von Knoch             | Preußische Armee                                  | 15. August 1918    | Major                        |                   |                           |
| Otto Koch                        | Preußische Armee                                  | 21. April 1918     | Major                        |                   |                           |
| Hermann Köhl                     | Württembergische Armee/ Fliegertruppe             | 21. Mai 1918       | Hauptmann                    |                   |                           |
| Georg Ludwig Egidius von Köhler  | Preußische Armee                                  | 1761               |                              |                   |                           |
| Armin Koenemann                  | Preußische Armee                                  | 28. November 1917  | Generalmajor                 |                   |                           |
| Andreas Ernst Köhn von Jaski     | Preußische Armee                                  |                    |                              | 31. Mai 1814      | Oberst                    |
| Götz von König                   | Preußische Armee                                  | 23. Juli 1915      | char. General der Kavallerie |                   |                           |
| Otto Könnecke                    | Preußische Armee/ Fliegertruppe                   | 26. September 1918 | Leutnant der Reserve         |                   |                           |
| Wilhelm von Körber               | Preußische Armee                                  | 18. Januar 1871    | Major                        |                   |                           |
| Hermann Kövess von Kövesshaza    | k.u.k. Armee                                      | 04. Dezember 1915  | General der Infanterie       | 26. März 1918     | Feldmarschall             |
| Waldemar Kophamel                | Kaiserliche Marine                                | 29. Dezember 1917  | Korvettenkapitän             |                   |                           |
| Robert Kosch                     | Preußische Armee                                  | 20. Februar 1915   | Generalleutnant              | 27. November 1915 | Generalleutnant           |
| Konrad Kraehe                    | Preußische Armee                                  | 08. Oktober 1917   | Oberstleutnant               | 15. August 1918   | Oberst                    |
| Karl August Adolf von Krafft     | Preußische Armee                                  | 02. Juni 1805      |                              | 02. Oktober 1815  |                           |
| Konrad Krafft von Dellmensingen  | Bayerische Armee                                  | 07. September 1916 | Generalleutnant              | 11. Dezember 1916 | Generalleutnant           |
| Georg von Kranold                | Preußische Armee                                  | 01. September 1918 | Major                        |                   |                           |
| Paul Krause                      | Preußische Armee                                  | 01. April 1918     | Oberst                       |                   |                           |
| Alfred Krauß                     | k.u.k. Armee                                      | 12. November 1917  | General der Infanterie       |                   |                           |
| Erich Krebs                      | Preußische Armee                                  | 23. Dezember 1917  | Major                        |                   |                           |
| Fritz Theodor Kremkow            | Preußische Armee/ Ostasiatisches Expeditionskorps | 27. November 1900  | Hauptmann                    |                   |                           |
| Friedrich Kreß von Kressenstein  | Bayerische Armee                                  | 04. September 1917 | Oberst                       |                   |                           |
| Ernst-Karl von Kretschmann       | Preußische Armee                                  | 08. Juni 1918      | Major                        |                   |                           |
| Eduard Kreuter                   | Preußische Armee                                  | 14. Oktober 1918   | Generalmajor                 |                   |                           |
| Friedrich von Kriegsheim         | Preußische Armee                                  | 28. März 1918      | Major                        |                   |                           |
| Heinrich Kroll                   | Preußische Armee/ Fliegertruppe                   | 29. März 1918      | Oberleutnant der Reserve     |                   |                           |
| Hans Krug von Nidda              | Sächsische Armee                                  | 07. Oktober 1918   | General der Kavallerie       |                   |                           |
| Boleslaus von Kuczkowski         | Preußische Armee                                  | 24. November 1917  | Major                        |                   |                           |
| Kurt Kühme                       | Preußische Armee                                  | 30. August 1918    | Hauptmann                    |                   |                           |
| Viktor Kühne                     | Preußische Armee                                  | 11. Dezember 1916  | Generalleutnant              |                   |                           |
| Hermann von Kuhl                 | Preußische Armee                                  | 28. August 1916    | Generalleutnant              | 20. Dezember 1916 | Generalleutnant           |
| Ferdinand von Kummer             | Preußische Armee                                  | 20. September 1866 | Generalmajor                 | 12. Januar 1871   | Generalleutnant           |
| Friedrich Kundt                  | Preußische Armee                                  | 12. Oktober 1918   | Generalmajor                 |                   |                           |

## L
| Name                              | Truppengattung                               | Pour le Mérite     | Dienstgrad bei Verleihung                     | Eichenlaub        | Dienstgrad bei Verleihung                     |
| --------------------------------- | -------------------------------------------- | ------------------ | --------------------------------------------- | ----------------- | --------------------------------------------- |
| Maximilian von Laffert            | Sächsische Armee                             | 01. September 1916 | General der Kavallerie                        |                   |                                               |
| Otto Lancelle                     | Preußische Armee                             | 09. Oktober 1918   | Hauptmann                                     |                   |                                               |
| Rudolf Lange                      | Preußische Armee                             | 21. Juli 1918      | Major                                         |                   |                                               |
| Felix Langer                      | Preußische Armee                             | 08. Oktober 1917   | Generalmajor                                  | 07. November 1918 | Generalleutnant                               |
| Julius von Langsdorff             | Preußische Armee                             | 22. April 1918     | Major                                         |                   |                                               |
| Wilhelm Lans                      | Kaiserliche Marine                           | 25. Juni 1900      | Korvettenkapitän                              |                   |                                               |
| Alfred von Larisch                | Preußische Armee                             | 25. August 1918    | General der Infanterie                        |                   |                                               |
| Arthur Laumann                    | Preußische Armee/ Fliegertruppe              | 25. Oktober 1918   | Leutnant der Reserve                          |                   |                                               |
| Leopold von Ledebur               | Preußische Armee                             | 29. August 1918    | Oberst                                        |                   |                                               |
| Gustav Leffers                    | Preußische Armee/ Fliegertruppe              | 05. November 1916  | Leutnant der Reserve                          |                   |                                               |
| Hermann von Lenz                  | Bayerische Armee                             | 10. April 1918     | Oberstleutnant                                |                   |                                               |
| Leo Leonhardy                     | Preußische Armee                             | 02. Oktober 1918   | Hauptmann                                     |                   |                                               |
| Arnold Lequis                     | Preußische Armee                             | 11. Oktober 1917   | Generalmajor                                  | 05. Dezember 1917 | Generalmajor                                  |
| Paul von Lettow-Vorbeck           | Preußische Armee/ Schutztruppe für Ostafrika | 04. November 1916  | Oberst                                        | 10. Oktober 1917  | Oberst                                        |
| Magnus von Levetzow               | Kaiserliche Marine                           | 31. Oktober 1917   | Kapitän zur See                               |                   |                                               |
| Karl von Lewinski                 | Preußische Armee                             | 02. Mai 1915       | Generalmajor                                  |                   |                                               |
| Eduard von Liebert                | Preußische Armee                             | 06. Juni 1917      | General der Infanterie                        |                   |                                               |
| Wenzel von und zu Liechtenstein   | Österreichische Armee                        | 28. November 1813  | Oberstleutnant                                |                   |                                               |
| Hermann von der Lieth-Thomsen     | Preußische Armee/ Fliegertruppe              | 08. April 1917     | Oberstleutnant                                |                   |                                               |
| Otto Liman von Sanders            | Preußische Armee/ Osmanische Armee           | 23. August 1915    | General der Kavallerie/ Osmanischer Marschall | 10. Januar 1916   | General der Kavallerie/ Osmanischer Marschall |
| Wilhelm Lincke                    | Preußische Armee                             | 12. Mai 1917       | Major                                         |                   |                                               |
| Otto von der Linde                | Preußische Armee                             | 18. September 1914 | Leutnant                                      |                   |                                               |
| Arthur von Lindequist             | Preußische Armee                             | 23. Dezember 1917  | Generalleutnant                               | 07. November 1918 | Generalleutnant                               |
| Alexander von Linsingen           | Preußische Armee                             | 14. Mai 1915       | General der Infanterie                        | 03. Juli 1915     | General der Infanterie                        |
| Karl Litzmann                     | Preußische Armee                             | 29. November 1914  | Generalleutnant                               | 18. August 1915   | General der Infanterie                        |
| Ewald von Lochow                  | Preußische Armee                             | 14. Januar 1915    | General der Infanterie                        | 13. November 1915 | General der Infanterie                        |
| Robert Loeb                       | Preußische Armee                             | 17. Juni 1918      | Generalleutnant                               |                   |                                               |
| Gerhard von Löbbecke              | Preußische Armee                             | 07. September 1918 | Major                                         |                   |                                               |
| Eckhard von Loeben                | Preußische Armee                             | 30. September 1918 | Oberstleutnant                                |                   |                                               |
| Bruno Loerzer                     | Preußische Armee/ Fliegertruppe              | 12. Februar 1918   | Oberleutnant                                  |                   |                                               |
| Erich Loewenhardt                 | Preußische Armee/ Fliegertruppe              | 31. Mai 1918       | Leutnant                                      |                   |                                               |
| Johannes Lohs                     | Kaiserliche Marine                           | 24. April 1918     | Oberleutnant zur See                          |                   |                                               |
| Fritz von Loßberg                 | Preußische Armee                             | 21. September 1916 | Oberst                                        | 24. April 1917    | Oberst                                        |
| Friedrich von Luck und Witten     | Preußische Armee                             | 29. August 1918    | Oberst                                        |                   |                                               |
| Erich Ludendorff                  | Preußische Armee                             | 08. August 1914    | Generalmajor                                  | 23. Februar 1915  | Generalleutnant                               |
| Max Ludwig                        | Preußische Armee                             | 05. Juli 1918      | Oberstleutnant                                |                   |                                               |
| Rudolf Lüters                     | Preußische Armee                             | 30. September 1918 | Hauptmann                                     |                   |                                               |
| Arthur von Lüttwitz               | Preußische Armee                             | 08. November 1917  | Generalmajor                                  |                   |                                               |
| Walther von Lüttwitz              | Preußische Armee                             | 24. August 1916    | Generalleutnant                               | 26. März 1918     | Generalleutnant                               |
| Ludwig Adolf Wilhelm von Lützow   | Preußische Armee                             | 21. April 1807     | Sekondeleutnant                               | 02. Oktober 1815  | Oberstleutnant                                |
| Kurt von Lupin                    | Württembergische Armee                       | 26. März 1918      | Oberstleutnant                                |                   |                                               |
| Moriz von Lyncker                 | Preußische Armee                             | 02. November 1917  | General der Infanterie                        |                   |                                               |
| Karl Gottlob Sigismund von Lessel | Preußische Armee                             | 18. Oktober 1812   | Major der Infanterie                          |                   |                                               |

## M
| Name                                            | Truppengattung                                           | Pour le Mérite     | Dienstgrad bei Verleihung | Eichenlaub        | Dienstgrad bei Verleihung |
| ----------------------------------------------- | -------------------------------------------------------- | ------------------ | ------------------------- | ----------------- | ------------------------- |
| August von Mackensen                            | Preußische Armee                                         | 27. November 1914  | General der Kavallerie    | 14. Juni 1915     | Generaloberst             |
| Georg Maercker                                  | Preußische Armee                                         | 01. Oktober 1917   | Generalmajor              | 03. Mai 1918      | Generalmajor              |
| Franz von Magnis                                | Preußische Armee                                         | 04. September 1918 | Oberstleutnant            |                   |                           |
| Gustav von Manstein                             | Preußische Armee                                         | 20. September 1866 | Generalleutnant           |                   |                           |
| Edwin von Manteuffel                            | Preußische Armee                                         | 7. August 1866     | Generalleutnant           | 24. Dezember 1870 | General der Kavallerie    |
| Heinrich von Manteuffel                         | Preußische Armee                                         | 21. Juni 1742      | Major                     |                   |                           |
| Hans Markmann                                   | Preußische Armee                                         | 12. Februar 1918   | Leutnant                  |                   |                           |
| Gottfried Marquard                              | Preußische Armee                                         | 27. September 1916 | Oberst                    |                   |                           |
| Wilhelm Marschall                               | Kaiserliche Marine                                       | 04. Juli 1918      | Kapitänleutnant           |                   |                           |
| Wolf Rudolf Freiherr Marschall von Altengottern | Preußische Armee                                         | 21. September 1916 | General der Kavallerie    | 16. Mai 1918      | General der Kavallerie    |
| Georg von der Marwitz                           | Preußische Armee                                         | 07. März 1915      | General der Kavallerie    | 14. Mai 1915      | General der Kavallerie    |
| Robert Mattiaß                                  | Preußische Armee                                         | 04. August 1918    | Major                     |                   |                           |
| Willi Matthias                                  | Preußische Armee                                         | 22. November 1917  | Oberst                    |                   |                           |
| Heinrich von Maur                               | Württembergische Armee                                   | 20. Mai 1917       | Generalmajor              |                   |                           |
| Wilhelm Meckel                                  | Preußische Armee                                         | 26. August 1917    | Generalmajor              |                   |                           |
| Friedrich Franz II. von Mecklenburg             | Preußische Armee                                         | 09. August 1866    | General der Infanterie    |                   |                           |
| Johann Meister                                  | Sächsische Armee/ Schutztruppe für Deutsch-Südwestafrika | 02. November 1905  | Major                     |                   |                           |
| Hans-Joachim von Mellenthin                     | Kaiserliche Marine                                       | 25. Februar 1918   | Kapitänleutnant           |                   |                           |
| Carl Menckhoff                                  | Preußische Armee/ Fliegertruppe                          | 02. April 1918     | Leutnant der Reserve      |                   |                           |
| Carl Merkel                                     | Preußische Armee                                         | 03. Mai 1918       | Oberstleutnant            |                   |                           |
| Max von Mertens                                 | Preußische Armee                                         | 11. September 1918 | Hauptmann                 |                   |                           |
| Hermann Mertz von Quirnheim                     | Bayerische Armee                                         | 28. März 1918      | Oberstleutnant            |                   |                           |
| Horst von Metzsch                               | Sächsische Armee                                         | 07. Oktober 1918   | Oberstleutnant            |                   |                           |
| Wilhelm Ludwig von Meusel                       | Preußische Armee                                         | 28. Mai 1774       | Major                     |                   |                           |
| Emil Berthold Meyer                             | Preußische Armee                                         | 08. November 1918  | Hauptmann der Reserve     |                   |                           |
| Friedrich von Miaskowski                        | Preußische Armee                                         | 21. April 1918     | Major                     |                   |                           |
| Andreas Michelsen                               | Kaiserliche Marine                                       | 31. Mai 1918       | Kapitän zur See           |                   |                           |
| Leopold Milisch                                 | Preußische Armee                                         | 25. Oktober 1918   | Major                     |                   |                           |
| Arnold von Möhl                                 | Bayerische Armee                                         | 09. Oktober 1918   | Generalmajor              |                   |                           |
| Richard Moeller                                 | Preußische Armee                                         | 20. Mai 1917       | Major                     |                   |                           |
| Axel Otto Mörner                                | Schwedische Armee                                        | 11. Februar 1814   | Oberst                    |                   |                           |
| Helmuth von Moltke                              | Preußische Armee                                         | 29. November 1839  | Kapitain                  | 17. Februar 1871  | General der Infanterie    |
| Helmuth von Moltke                              | Preußische Armee                                         | 07. August 1915    | Generaloberst             |                   |                           |
| Robert Moraht                                   | Kaiserliche Marine                                       | 07. November 1917  | Kapitänleutnant           |                   |                           |
| Kurt von Morgen                                 | Preußische Armee                                         | 01. Dezember 1914  | Generalleutnant           | 11. Dezember 1916 | Generalleutnant           |
| Johann Melchior von Morgenstern                 | Preußische Armee                                         | 06. Mai 1774       | Major                     |                   |                           |
| Engelbert von Morsbach                          | Preußische Armee                                         | 05. Juli 1918      | Major                     |                   |                           |
| Otto von Moser                                  | Württembergische Armee                                   | 26. April 1917     | Generalleutnant           |                   |                           |
| Carl Rudolph von Mosch                          | Preußische Armee                                         | 18. Januar 1774    |                           |                   |                           |
| Christoph Friedrich von Mosch                   | Preußische Armee                                         | 05. März 1795      |                           |                   |                           |
| Maximilian Gottlob von Mosch                    | Preußische Armee                                         | 15. August 1760    |                           |                   |                           |
| Bruno von Mudra                                 | Preußische Armee                                         | 13. Januar 1915    | General der Infanterie    | 17. Oktober 1916  | General der Infanterie    |
| Georg Mühry                                     | Preußische Armee                                         | 25. Oktober 1918   | Generalmajor              |                   |                           |
| Ferdinand Müller                                | Preußische Armee                                         | 15. August 1918    | Major                     |                   |                           |
| Georg Alexander von Müller                      | Kaiserliche Marine                                       | 24. März 1918      | Admiral                   |                   |                           |
| Karl von Müller                                 | Kaiserliche Marine                                       | 19. März 1918      | Kapitän zur See           |                   |                           |
| Max Müller                                      | Bayerische Armee/ Fliegertruppe                          | 03. September 1917 | Leutnant                  |                   |                           |
| Otto Müller                                     | Preußische Armee                                         | 17. September 1918 | Major                     |                   |                           |
| Rudolf Müller                                   | Preußische Armee                                         | 15. August 1918    | Major                     |                   |                           |
| Albert Müller-Kahle                             | Preußische Armee/ Fliegertruppe                          | 13. Oktober 1918   | Oberleutnant              |                   |                           |
| Max Mulzer                                      | Bayerische Armee/ Fliegertruppe                          | 08. Juli 1916      | Leutnant                  |                   |                           |
| Albert von Mutius                               | Preußische Armee                                         | 04. September 1918 | Generalleutnant           |                   |                           |
| Louis von Mutius                                | Preußische Armee                                         | 28. Juli 1866      |                           |                   |                           |

## N
| Name                | Truppengattung                  | Pour le Mérite     | Dienstgrad bei Verleihung | Eichenlaub | Dienstgrad bei Verleihung |
| ------------------- | ------------------------------- | ------------------ | ------------------------- | ---------- | ------------------------- |
| Ulrich Neckel       | Preußische Armee/ Fliegertruppe | 08. November 1918  | Leutnant der Reserve      |            |                           |
| Carl Nehbel         | Preußische Armee                | 30. September 1918 | Generalmajor              |            |                           |
| Karl August Nerger  | Kaiserliche Marine              | 24. Februar 1918   | Fregattenkapitän          |            |                           |
| David von Neumann   | Preußische Armee                | 03. August 1793    | Major                     |            |                           |
| Friedrich Nielebock | Preußische Armee                | 02. Juni 1918      | Leutnant der Landwehr     |            |                           |
| Maresuke Nogi       | Japanische Armee                | 10. Januar 1905    | General                   |            |                           |

## O
| Name                             | Truppengattung                 | Pour le Mérite     | Dienstgrad bei Verleihung                 | Eichenlaub        | Dienstgrad bei Verleihung |
| -------------------------------- | ------------------------------ | ------------------ | ----------------------------------------- | ----------------- | ------------------------- |
| Curt von Oesterreich             | Preußische Armee               | 05. Juni 1918      | Hauptmann                                 |                   |                           |
| Eugen von Österreich-Teschen     | k.u.k. Armee                   | 23. Mai 1916       | Generaloberst                             | 03. November 1917 | Feldmarschall             |
| Franz Joseph I.                  | k.u.k. Armee                   |                    |                                           | 27. August 1914   | Feldmarschall             |
| Friedrich von Österreich-Teschen | k.u.k. Armee                   | 12. Mai 1915       | Feldmarschall                             | 04. Januar 1917   | Feldmarschall             |
| Joseph August von Österreich     | k.u.k. Armee                   | 30. März 1917      | Generaloberst                             | 26. März 1918     | Feldmarschall             |
| Karl von Österreich-Ungarn       | k.u.k. Armee                   | 20. Mai 1916       | Feldmarschall-Leutnant                    | 06. Dezember 1916 | Generaloberst             |
| Horst von Oetinger               | Preußische Armee               | 26. März 1918      | Generalleutnant                           |                   |                           |
| Erich von Oldershausen           | Sächsische Armee               | 23. Dezember 1917  | Oberst                                    | 26. März 1918     |                           |
| Martin von Oldershausen          | Sächsische Armee               | 20. Mai 1917       | Oberst                                    |                   |                           |
| Gustav von Oppen                 | Preußische Armee               | 01. November 1918  | Oberst                                    |                   |                           |
| Wilhelm Osiander                 | Preußische Armee               | 06. November 1918  | Major                                     |                   |                           |
| Albrecht Sigismund von Ostau     | Preußische Armee               | 1742               | Sekondeleutnant                           |                   |                           |
| Friedrich Aegidius von Ostau     | Preußische Armee               | 18. Juli 1807      | Major                                     |                   |                           |
| Heinrich von Ostau               | Preußische Armee               | 1742               | Kapitän                                   |                   |                           |
| Theodor Osterkamp                | Kaiserliche Marine/ Seeflieger | 02. September 1918 | Leutnant der Reserve der Marineartillerie |                   |                           |
| Martin Otto                      | Preußische Armee               | 15. August 1918    | Major                                     |                   |                           |
| Adolf von Oven                   | Preußische Armee               | 22. September 1918 | General der Infanterie                    |                   |                           |
| Ernst von Oven                   | Preußische Armee               | 25. Oktober 1918   | Generalleutnant                           |                   |                           |
| Georg von Oven                   | Preußische Armee               | 12. Oktober 1917   | Oberstleutnant                            |                   |                           |

## P
| Name                                               | Truppengattung                  | Pour le Mérite     | Dienstgrad bei Verleihung | Eichenlaub                       | Dienstgrad bei Verleihung |
| -------------------------------------------------- | ------------------------------- | ------------------ | ------------------------- | -------------------------------- | ------------------------- |
| Leo von Paczynski-Tenczin                          | Preußische Armee                | 29. November 1917  | Oberst                    |                                  |                           |
| Günther von Pannewitz                              | Preußische Armee                | 13. September 1916 | General der Infanterie    |                                  |                           |
| Alexander von Pape                                 | Preußische Armee                | 17. September 1866 | Oberst                    | 22. März 1872                    | Generalleutnant           |
| Karl Theodor von Pappenheim                        | Bayerische Armee                | Juli 1814          | Generalmajor              |                                  |                           |
| Otto Parschau                                      | Preußische Armee/ Fliegertruppe | 10. Juli 1916      | Leutnant                  |                                  |                           |
| Karl Paulus                                        | Bayerische Armee                | 13. Oktober 1918   | Oberst                    |                                  |                           |
| Richard von Pawelsz                                | Preußische Armee                | 23. Dezember 1917  | Oberstleutnant            |                                  |                           |
| Paul von Pechmann                                  | Preußische Armee/ Fliegertruppe | 31. Juli 1917      | Oberleutnant              |                                  |                           |
| Peter von Pennavaire                               | Preußische Armee                | Juni 1747          | Oberst                    |                                  |                           |
| Axel von Petersdorff                               | Preußische Armee                | 22. April 1918     | Generalmajor              |                                  |                           |
| Karl Neander von Petersheiden                      | Preußische Armee                | 1794               |                           |                                  |                           |
| Hans Petri                                         | Preußische Armee                | 28. Oktober 1918   | Major                     |                                  |                           |
| Wilhelm Pfaehler                                   | Preußische Armee                | 09. Oktober 1918   | Major                     |                                  |                           |
| Clemens Pfafferott                                 | Preußische Armee                | 30. Oktober 1918   | Major                     |                                  |                           |
| Georg Friedrich Wilhelm von Pfeilitzer gen. Franck | Preußische Armee                | 1787               | Leutnant                  |                                  |                           |
| Benno Pflugradt                                    | Preußische Armee                | 03. November 1918  | Major                     |                                  |                           |
| August von Pfuhl                                   | Preußische Armee                | 31. Juli 1849      | Major                     |                                  |                           |
| Carl Ludwig von Pfuel                              | Preußische Armee                | 16. August 1791    | Generalmajor              |                                  |                           |
| Christian Ludwig von Pfuel                         | Preußische Armee                | 1742               | Major                     |                                  |                           |
| Christoph Ludwig von Pfuel                         | Preußische Armee                | 29. August 1794    | Premierleutnant           |                                  |                           |
| Dietrich Bogislav von Pfuel                        | Preußische Armee                | 1807               | Major                     |                                  |                           |
| Ernst Ludwig von Pfuel                             | Preußische Armee                | 26. Juli 1762      | Major                     |                                  |                           |
| Ernst von Pfuel                                    | Preußische Armee                | 28. Dezember 1814  | Oberst                    | 31. Dezember 1831                | Generalmajor              |
| Franz Wilhelm von Pfuel                            | Preußische Armee                |                    | Generalmajor              |                                  |                           |
| Georg Dietrich von Pfuel                           | Preußische Armee                | 27. Mai 1762       | Hauptmann                 |                                  |                           |
| Karl August von Pfuel                              | Preußische Armee                | 27. November 1756  | Oberleutnant              |                                  |                           |
| Karl Ludwig von Pfuel                              | Preußische Armee                | 18. April 1793     | Major                     |                                  |                           |
| Viktor von Pfuel                                   | Preußische Armee                | Mai 1742           | Hauptmann                 |                                  |                           |
| Arthur Pikardi                                     | Preußische Armee                | 06. Juli 1918      | Major                     |                                  |                           |
| Friedrich von Pirscher                             | Preußische Armee                | 05. Mai 1918       | Major                     |                                  |                           |
| Horst Edler von der Planitz                        | Sächsische Armee                | 20. Mai 1917       | General der Infanterie    |                                  |                           |
| Axel von Platen                                    | Preußische Armee                | 21. April 1918     | Major                     |                                  |                           |
| Otto Plath                                         | Preußische Armee                | 27. August 1918    | Hauptmann der Reserve     |                                  |                           |
| Karl von Plehwe                                    | Preußische Armee                | 21. April 1918     | Hauptmann der Reserve     |                                  |                           |
| Hans von Plessen                                   | Preußische Armee                | 24. März 1918      | Generaloberst             |                                  |                           |
| Karl von Plettenberg                               | Preußische Armee                | 14. Mai 1915       | General der Infanterie    | September 1915                   | General der Infanterie    |
| Otto von Plüskow                                   | Preußische Armee                | 11. Mai 1917       | General der Infanterie    |                                  |                           |
| Theophil von Podbielski                            | Preußische Armee                | 18. September 1866 | Generalmajor              | 05. März 1871                    | Generalleutnant           |
| Georg Pohlmann                                     | Preußische Armee                | 04. Oktober 1918   | Generalmajor              |                                  |                           |
| Rudolph Popelka                                    | k.u.k. Armee                    | 11. Oktober 1918   | Oberst                    |                                  |                           |
| Karl von Prager                                    | Bayerische Armee                | 23. Dezember 1917  | Major                     |                                  |                           |
| Ludwig von Preuschen von und zu Liebenstein        | Preußische Armee                | 17. Juni 1918      | Hauptmann                 |                                  |                           |
| Hans Preusker                                      | Preußische Armee                | 27. Juli 1917      | Oberstleutnant            |                                  |                           |
| Albrecht von Preußen                               | Preußische Armee                | 31. Juli 1866      | General der Kavallerie    | 31. Dezember 1870                | General der Kavallerie    |
| Albrecht von Preußen                               | Preußische Armee                | 19. September 1866 | Generalmajor              | 10. März 1871                    | Generalleutnant           |
| Eitel Friedrich von Preußen                        | Preußische Armee                | 22. März 1915      | Oberst                    | 14. Mai 1915                     | Oberst                    |
| Friedrich Karl Nikolaus von Preußen                | Preußische Armee                | 16. September 1848 | Hauptmann                 | 27. Februar 1864                 | General der Kavallerie    |
| Friedrich Wilhelm von Preußen                      | Preußische Armee                | 27. Juni 1866      | General der Infanterie    | 3. August 1866 2. September 1873 | Generalfeldmarschall      |
| Heinrich von Preußen                               | Kaiserliche Marine              | 01. August 1916    | Großadmiral               | 24. Januar 1918                  | Großadmiral               |
| Wilhelm I.                                         | Preußische Armee                | 27. Juli 1849      | General der Infanterie    | 04. August 1866                  | Generaloberst             |
| Wilhelm II.                                        | Preußische Armee                | 15. Februar 1915   | Generalfeldmarschall      | 12. Mai 1915                     | Generalfeldmarschall      |
| Wilhelm von Preußen                                | Preußische Armee                | 22. August 1915    | Generalleutnant           | 08. September 1916               | Generalleutnant           |
| Wilhelm Preußer                                    | Preußische Armee                | 06. Juli 1918      | Hauptmann                 |                                  |                           |
| Kurt Prinz von Buchau                              | Preußische Armee                | 11. Mai 1918       | Generalmajor              |                                  |                           |
| Joachim Bernhard von Prittwitz                     | Preußische Armee                | 25. August 1758    | Sekondeleutnant           |                                  |                           |
| Kurt von Pritzelwitz                               | Preußische Armee                | 12. Januar 1916    | General der Infanterie    |                                  |                           |
| Fritz Pütter                                       | Preußische Armee/ Fliegertruppe | 31. Mai 1918       | Leutnant der Reserve      |                                  |                           |
| Wilhelm von Puttkamer                              | Preußische Armee                | 26. Oktober 1918   | Generalleutnant           |                                  |                           |

## Q
| Name                    | Truppengattung   | Pour le Mérite  | Dienstgrad bei Verleihung | Eichenlaub     | Dienstgrad bei Verleihung |
| ----------------------- | ---------------- | --------------- | ------------------------- | -------------- | ------------------------- |
| Ferdinand von Quast     | Preußische Armee | 11. August 1916 | General der Infanterie    | 10. April 1918 | General der Infanterie    |
| Kurt-Moritz von Quednow | Preußische Armee | 30. August 1918 | Major                     |                |                           |

## R
| Name                               | Truppengattung                  | Pour le Mérite     | Dienstgrad bei Verleihung | Eichenlaub       | Dienstgrad bei Verleihung |
| ---------------------------------- | ------------------------------- | ------------------ | ------------------------- | ---------------- | ------------------------- |
| Kurt Rackow                        | Preußische Armee                | 07. Juni 1916      | Leutnant                  |                  |                           |
| Franz de Rainville                 | Preußische Armee                | 06. November 1918  | Major                     |                  |                           |
| Gustav von Rauch                   | Preußische Armee                | 01. Juni 1807      | Major                     | 03. Juni 1814    | Generalmajor              |
| Otto von Rauchenberger             | Bayerische Armee                | 06. September 1917 | Generalleutnant           | 19. Oktober 1918 | Generalleutnant           |
| Eugen von Raumer                   | Preußische Armee                | 10. Mai 1793       | Kapitain                  |                  |                           |
| Karl Albrecht Friedrich von Raumer | Preußische Armee                | 21. Juli 1762      | Kapitain                  |                  |                           |
| Johann von Ravenstein              | Preußische Armee                | 23. Juni 1918      | Hauptmann                 |                  |                           |
| Armin Reichenbach                  | Preußische Armee                | 21. April 1918     | Hauptmann                 |                  |                           |
| Wilhelm Reinhard                   | Preußische Armee                | 27. August 1917    | Oberstleutnant            | 01. Oktober 1918 | Oberst                    |
| Walther Reinhardt                  | Württembergische Armee          | 30. April 1917     | Oberstleutnant            | 03. Juni 1918    | Oberst                    |
| Hermann Reinicke                   | Preußische Armee                | 08. Dezember 1917  | Oberstleutnant            |                  |                           |
| Clemens von Reitzenstein           | Preußische Armee                | 08. November 1918  | Oberst                    |                  |                           |
| Theodor Renner                     | Preußische Armee                | 01. September 1918 | Generalmajor              |                  |                           |
| Karl von Rettberg                  | Preußische Armee                | 24. November 1917  | Major                     |                  |                           |
| Wilhelm Ribbentrop                 | Preußische Armee                | 18. September 1918 | Generalmajor              |                  |                           |
| Lothar von Richthofen              | Preußische Armee/ Fliegertruppe | 14. Mai 1917       | Leutnant                  |                  |                           |
| Manfred von Richthofen             | Preußische Armee/ Fliegertruppe | 12. Januar 1917    | Leutnant                  |                  |                           |
| Manfred von Richthofen             | Preußische Armee                | 18. Januar 1918    | General der Kavallerie    |                  |                           |
| Julius Riemann                     | Preußische Armee                | 16. März 1915      | General der Infanterie    |                  |                           |
| Peter Rieper                       | Preußische Armee                | 07. Juli 1918      | Leutnant der Reserve      |                  |                           |
| Hans Eberhard von Riesenthal       | Preußische Armee                | 22. April 1918     | Oberstleutnant            |                  |                           |
| Siegfried Rodig                    | Preußische Armee                | 21. April 1918     | Oberst                    |                  |                           |
| Dietrich von Roeder                | Preußische Armee                | 17. April 1918     | Generalmajor              |                  |                           |
| Friedrich von Röth                 | Bayerische Armee                | 08. September 1918 | Oberleutnant der Reserve  |                  |                           |
| Erwin Rommel                       | Württembergische Armee          | 10. Dezember 1917  | Oberleutnant              |                  |                           |
| Albrecht von Roon                  | Preußische Armee                | 18. Oktober 1870   | Generalfeldmarschall      |                  |                           |
| Berend Roosen                      | Preußische Armee                | 09. April 1918     | Major                     |                  |                           |
| Hans Rose                          | Kaiserliche Marine              | 20. Dezember 1917  | Kapitänleutnant           |                  |                           |
| Hugo von Rosenberg                 | Kaiserliche Marine              | 04. Dezember 1917  | Fregattenkapitän          |                  |                           |
| Albert von Rotberg                 | Preußische Armee                | 30. Juni 1918      | Major                     |                  |                           |
| Moritz Rothenbücher                | Preußische Armee                | 15. August 1918    | Oberstleutnant            |                  |                           |
| Karl Rothenburg                    | Preußische Armee                | 30. Juni 1918      | Leutnant der Reserve      |                  |                           |
| Hermann Rudolph                    | Preußische Armee                | 25. Oktober 1918   | Oberstleutnant            |                  |                           |
| Fritz Rümmelein                    | Preußische Armee                | 28. Oktober 1918   | Leutnant der Reserve      |                  |                           |
| Otto Ruhnau                        | Preußische Armee                | 22. April 1918     | Major                     |                  |                           |
| Karl Fürst von Rumänien            |                                 | 18. Dezember 1877  |                           |                  |                           |
| Fritz Rumey                        | Preußische Armee/ Fliegertruppe | 10. Juli 1918      | Leutnant der Reserve      |                  |                           |
| Siegfried Runge                    | Preußische Armee                | 30. August 1918    | Hauptmann                 |                  |                           |
| Rudolf Rusche                      | Preußische Armee                | 04. November 1918  | Generalleutnant           |                  |                           |

## S
| Name                                    | Truppengattung                                    | Pour le Mérite          | Dienstgrad bei Verleihung | Eichenlaub        | Dienstgrad bei Verleihung |
| --------------------------------------- | ------------------------------------------------- | ----------------------- | ------------------------- | ----------------- | ------------------------- |
| Gerhard von Scharnhorst                 | Preußische Armee                                  | 09. Februar 1807        | Generalleutnant           |                   |                           |
| Friedrich August III. von Sachsen       | Sächsische Armee/ Preußische Armee                | 29. Dezember 1916       | Generalfeldmarschall      |                   |                           |
| Ernst II. von Sachsen-Altenburg         | Sächsische Armee/ Preußische Armee                | 30. Mai 1915            | General der Infanterie    |                   |                           |
| Gotthard Sachsenberg                    | Kaiserliche Marine/ Seeflieger                    | 05. August 1918         | Leutnant zur See          |                   |                           |
| Sieghard von Saldern                    | Preußische Armee                                  | 21. Mai 1918            | Hauptmann                 |                   |                           |
| Reinhold Saltzwedel                     | Kaiserliche Marine                                | 20. August 1917         | Oberleutnant zur See      |                   |                           |
| Philipp Sander                          | Preußische Armee                                  | 06. Mai 1918            | Major                     |                   |                           |
| Traugott von Sauberzweig                | Preußische Armee                                  | 06. September 1917      | Generalmajor              | 23. März 1918     | Generalmajor              |
| Hans von Schachtmeyer                   | Preußische Armee                                  | 1871                    | General der Infanterie    |                   |                           |
| Karl-Emil Schäfer                       | Preußische Armee                                  | 26. April 1917          | Leutnant                  |                   |                           |
| Ernst Schaumburg                        | Preußische Armee                                  | 21. April 1918          | Hauptmann                 |                   |                           |
| Reinhard Scheer                         | Kaiserliche Marine                                | 05. Juni 1916           | Admiral                   | 01. Februar 1918  | Admiral                   |
| Reinhard von Scheffer-Boyadel           | Preußische Armee                                  | 02. Dezember 1914       | General der Infanterie    |                   |                           |
| Nikola Schekow                          | Bulgarische Armee                                 | 18. Januar 1916         | Generalmajor              |                   |                           |
| Friedrich von Schele                    | Preußische Armee/ Kaiserliche Schutztruppe        | 20. November 1894       | Oberst                    |                   |                           |
| Felix Schelle                           | Preußische Armee                                  | 30. Juni 1918           | Major                     |                   |                           |
| Dedo von Schenck                        | Preußische Armee                                  | 02. Oktober 1916        | General der Infanterie    |                   |                           |
| Werner Schering                         | Preußische Armee                                  | 03. September 1918      | Major                     |                   |                           |
| Heinrich Schëuch                        | Preußische Armee                                  | 08. April 1918          | Generalmajor              |                   |                           |
| Peter Scheunemann                       | Preußische Armee                                  | 01. April 1918          | Oberstleutnant            |                   |                           |
| Jacob von Schilling                     | Russische Armee                                   | 13. Oktober 1814        | Generalleutnant           |                   |                           |
| Ernst von Schimmelmann                  | Preußische Armee                                  | 16. Juli 1918           | Major                     |                   |                           |
| Max-Friedrich von Schlechtendal         | Preußische Armee                                  | 27. Juli 1917           | Oberst                    |                   |                           |
| Eduard von Schleich                     | Bayerische Armee/ Fliegertruppe                   | 04. Dezember 1917       | Oberleutnant der Reserve  |                   |                           |
| Walter von Schleinitz                   | Preußische Armee                                  | 31. Oktober 1917        | Major                     |                   |                           |
| Heinrich Schmedes                       | Preußische Armee                                  | 05. Oktober 1918        | Oberstleutnant            |                   |                           |
| Eberhard von Schmettow                  | Preußische Armee                                  | 11. Dezember 1916       | Generalleutnant           | 04. August 1918   | Generalleutnant           |
| Egon von Schmettow                      | Preußische Armee                                  | 04. November 1917       | Generalleutnant           |                   |                           |
| Hans Schmid                             | Preußische Armee                                  | 27. Juli 1917           | Oberstleutnant            |                   |                           |
| Ehrhard Schmidt                         | Kaiserliche Marine                                | 31. Oktober 1917        | Vizeadmiral               |                   |                           |
| Konstantin Schmidt von Knobelsdorf      | Preußische Armee                                  | 17. Oktober 1915        | Generalleutnant           | 21. August 1916   | Generalleutnant           |
| Johann von Schmidtler                   | Bayerische Armee                                  | 26. Oktober 1918        | Major                     |                   |                           |
| Walther Schnieber                       | Preußische Armee                                  | 27. Oktober 1917        | Leutnant                  |                   |                           |
| Rudolf Schniewindt                      | Preußische Armee                                  | 04. August 1918         | Major                     |                   |                           |
| Wilhelm Schniewindt                     | Preußische Armee                                  | 21. Mai 1918            | Major                     |                   |                           |
| Emil von Schnizer                       | Württembergische Armee                            | 27. August 1918         | Major                     |                   |                           |
| Alexander von Schoeler                  | Preußische Armee                                  | 20. September 1866      | Generalmajor              |                   |                           |
| Roderich von Schoeler                   | Preußische Armee                                  | 30. Juni 1918           | Generalleutnant           |                   |                           |
| Albert Schoen                           | Preußische Armee                                  | 25. Oktober 1918        | Major                     |                   |                           |
| Ernst von Schönfeldt                    | Preußische Armee                                  | 06. November 1918       | Major                     |                   |                           |
| Ferdinand Schörner                      | Bayerische Armee                                  | 05. Dezember 1917       | Leutnant der Reserve      |                   |                           |
| Erich Scholtz                           | Preußische Armee                                  | 23. Dezember 1917       | Hauptmann                 |                   |                           |
| Friedrich von Scholtz                   | Preußische Armee                                  | 03. September 1915      | General der Artillerie    |                   |                           |
| Wilhelm Paul Schreiber                  | Preußische Armee                                  | 08. Juni 1918 (posthum) | Leutnant der Reserve      |                   |                           |
| Ludwig von Schröder                     | Kaiserliche Marine                                | 20. Oktober 1915        | Admiral                   | 23. Dezember 1917 | Admiral                   |
| Richard von Schubert                    | Preußische Armee                                  | 28. August 1916         | General der Artillerie    |                   |                           |
| Georg von Schüssler                     | Preußische Armee                                  | 22. April 1918          | Generalleutnant           |                   |                           |
| Ernst Schütz                            | Preußische Armee                                  | 20. Mai 1917            | Oberstleutnant            |                   |                           |
| Friedrich von der Schulenburg           | Preußische Armee                                  | 24. Juli 1917           | Oberst                    | 23. März 1918     | Oberst                    |
| Karl von der Schulenburg-Wolfsburg      | Preußische Armee                                  | 08. Oktober 1917        | Oberst                    |                   |                           |
| Ernst Otto Schuler von Senden           | Preußische Armee                                  | 03. März 1871           | Generalleutnant           |                   |                           |
| Otto Schultze                           | Kaiserliche Marine                                | 18. März 1918           | Kapitänleutnant           |                   |                           |
| Walter Schulz                           | Preußische Armee                                  | 04. Oktober 1918        | Major                     |                   |                           |
| Arnold von Schutter                     | Preußische Armee                                  |                         |                           | 02. Oktober 1815  | Oberst                    |
| Adolf Schwab                            | Württembergische Armee                            | 06. November 1918       | Oberstleutnant            |                   |                           |
| Emil von Schwartzkoppen                 | Preußische Armee                                  | 20. September 1866      | General der Infanterie    |                   |                           |
| Detlof von Schwerin                     | Preußische Armee                                  | 12. Juni 1918           | Oberst                    |                   |                           |
| Oskar Schwerk                           | Preußische Armee                                  | 21. September 1916      | Oberstleutnant            | 02. Mai 1917      | Oberstleutnant            |
| Walther Schwieger                       | Kaiserliche Marine                                | 30. Juli 1917           | Kapitänleutnant           |                   |                           |
| Hans von Seeckt                         | Preußische Armee                                  | 14. Mai 1915            | Oberst                    | 27. November 1915 | Generalmajor              |
| Just-Friedrich von Seelhorst            | Preußische Armee                                  | 26. November 1917       | Major                     |                   |                           |
| Hans Sehmsdorf                          | Preußische Armee                                  | 17. Oktober 1918        | Major                     |                   |                           |
| Karl Seidel                             | Preußische Armee                                  | 09. Oktober 1918        | Hauptmann der Reserve     |                   |                           |
| Reinhard Seiler                         | Preußische Armee                                  | 31. Januar 1918         | Hauptmann                 |                   |                           |
| Fritz von Selle                         | Preußische Armee                                  | 06. Januar 1918         | Oberst                    |                   |                           |
| Georg Sick                              | Preußische Armee                                  | 20. Mai 1917            | Oberstleutnant            |                   |                           |
| Ludwig Sieger                           | Preußische Armee                                  | 27. April 1918          | Generalleutnant           | 03. November 1918 | Generalleutnant           |
| Gustav Sieß                             | Kaiserliche Marine                                | 24. April 1918          | Kapitänleutnant           |                   |                           |
| Friedrich Bertram Sixt von Armin        | Preußische Armee                                  | 10. August 1916         | General der Infanterie    | 03. August 1917   | General der Infanterie    |
| Alfred von Soden                        | Preußische Armee/ Ostasiatisches Expeditionskorps | 20. September 1900      | Oberleutnant              |                   |                           |
| Franz von Soden                         | Württembergische Armee                            | 27. Juli 1917           | General der Infanterie    |                   |                           |
| Friedrich Georg von Sohr                | Preußische Armee                                  | 16. Januar 1795         | Sekondeleutnant           |                   |                           |
| George Soldan                           | Preußische Armee                                  | 22. April 1918          | Hauptmann                 |                   |                           |
| Georg von Sonntag                       | Russische Armee                                   | 11. August 1813         | Hauptmann                 |                   |                           |
| Hans Sottorf                            | Preußische Armee                                  | 01. November 1918       | Hauptmann                 |                   |                           |
| Wilhelm Souchon                         | Kaiserliche Marine/ Osmanische Marine             | 29. Oktober 1916        | Vizeadmiral               |                   |                           |
| Theodor Sproesser                       | Württembergische Armee                            | 10. Dezember 1917       | Major                     |                   |                           |
| Hermann von Staabs                      | Preußische Armee                                  | 11. Dezember 1916       | Generalleutnant           | 15. Mai 1918      | General der Infanterie    |
| Markus Stachow                          | Preußische Armee                                  | 28. November 1917       | Oberstleutnant            |                   |                           |
| Max Stapff                              | Preußische Armee                                  | 23. Dezember 1917       | Major                     |                   |                           |
| Hermann von Stein                       | Preußische Armee                                  | 01. September 1916      | Generalleutnant           | 08. April 1918    | General der Artillerie    |
| Hermann von Stein zu Nord- und Ostheim  | Bayerische Armee                                  | 20. August 1917         | Generalleutnant           | 24. November 1917 | Generalleutnant           |
| Karl Friedrich von Steinmetz            | Preußische Armee                                  | 19. September 1848      | Major                     | 16. Juni 1871     | Generalfeldmarschall      |
| Karl Friedrich Franciscus von Steinmetz | Preußische Armee                                  | 1807                    | Hauptmann                 | 1815              | Generalmajor              |
| Wolfgang Steinbauer                     | Kaiserliche Marine                                | 03. März 1918           | Oberleutnant zur See      |                   |                           |
| Otto Steinbrinck                        | Kaiserliche Marine                                | 29. März 1916           | Oberleutnant zur See      |                   |                           |
| Adolf Steinwachs                        | Preußische Armee                                  | 02. Mai 1917            | Major                     |                   |                           |
| Albrecht Steppuhn                       | Preußische Armee                                  | 17. Juni 1918           | Major                     |                   |                           |
| Otto von Stetten                        | Bayerische Armee                                  | 22. September 1916      | Generalleutnant           |                   |                           |
| Kuno von Steuben                        | Preußische Armee                                  | 13. Oktober 1915        | General der Infanterie    |                   |                           |
| Otto Stobbe                             | Preußische Armee                                  | 06. November 1918       | Major                     |                   |                           |
| Julius von Stoeklern zu Grünholzek      | Preußische Armee                                  | 23. Juni 1918           | Oberstleutnant            |                   |                           |
| Anatolij Michailowitsch Stößel          | Russische Armee                                   | 10. Januar 1905         | Generalleutnant           |                   |                           |
| Gustav Stoffleth                        | Preußische Armee                                  | 22. Januar 1918         | Hauptmann                 |                   |                           |
| Paulus von Stolzmann                    | Preußische Armee                                  | 07. Juli 1915           | Generalmajor              |                   |                           |
| Albrecht von Stosch                     | Preußische Armee                                  | 21. Oktober 1918        | Major                     |                   |                           |
| Heinrich Strack                         | Preußische Armee                                  | 30. Oktober 1918        | Hauptmann                 |                   |                           |
| Hermann von Strantz                     | Preußische Armee                                  | 22. August 1915         | General der Infanterie    |                   |                           |
| Peter Strasser                          | Kaiserliche Marine                                | 20. August 1917         | Fregattenkapitän          |                   |                           |
| Edwin von Stülpnagel                    | Preußische Armee                                  | 04. August 1918         | Major                     |                   |                           |
| Georg von Stülpnagel                    | Preußische Armee                                  | 08. August 1813         | Generalleutnant           |                   |                           |
| Karl von Stumpff                        | Preußische Armee                                  | 22. April 1918          | Generalleutnant           |                   |                           |
| Wolff von Stutterheim                   | Preußische Armee                                  | 29. August 1918         | Oberleutnant              |                   |                           |
| Hans von Sydow                          | Preußische Armee                                  | 06. Januar 1918         | Oberstleutnant            |                   |                           |

## T
| Name                                  | Truppengattung                             | Pour le Mérite     | Dienstgrad bei Verleihung | Eichenlaub       | Dienstgrad bei Verleihung |
| ------------------------------------- | ------------------------------------------ | ------------------ | ------------------------- | ---------------- | ------------------------- |
| Ludwig von der Tann-Rathsamhausen     | Bayerische Armee                           | 22. Dezember 1870  | General der Infanterie    |                  |                           |
| Gerhard Tappen                        | Preußische Armee                           | 11. September 1915 | Generalmajor              | 27. Januar 1916  | Generalmajor              |
| Friedrich von Taysen                  | Preußische Armee                           | 06. Januar 1918    | Oberst                    |                  |                           |
| Theodor Teetzmann                     | Preußische Armee                           | 11. Oktober 1917   | Generalmajor              |                  |                           |
| Rudolf Teichmann                      | Preußische Armee                           | 18. Mai 1918       | Hauptmann                 |                  |                           |
| Otto Teschner                         | Preußische Armee                           | 22. Januar 1918    | Oberstleutnant            |                  |                           |
| Wilhelm von Thadden                   | Preußische Armee                           | 08. Oktober 1917   | Oberstleutnant            |                  |                           |
| Albrecht von Thaer                    | Preußische Armee                           | 06. August 1917    | Oberstleutnant            |                  |                           |
| Hugo von Thile                        | Preußische Armee                           | 20. September 1866 | Oberst                    |                  |                           |
| Karl Thom                             | Preußische Armee/ Fliegertruppe            | 01. November 1918  | Leutnant der Reserve      |                  |                           |
| August von Thümen                     | Preußische Armee                           | 15. Juni 1802      | Major                     | 21. Oktober 1813 | Generalmajor              |
| Emil Thuy                             | Preußische Armee/ Fliegertruppe            | 30. Juni 1918      | Leutnant der Reserve      |                  |                           |
| Paul Tiede                            | Preußische Armee                           | 17. April 1918     | Generalmajor              | 25. Oktober 1918 | Generalmajor              |
| August von Tippelskirch               | Preußische Armee                           | 15. Oktober 1918   | Hauptmann der Reserve     |                  |                           |
| Ernst Ludwig von Tippelskirch         | Preußische Armee                           | 17. Februar 1807   | Stabskapitän              | 18. Juni 1815    | Generalmajor              |
| Alfred von Tirpitz                    | Kaiserliche Marine                         | 10. August 1915    | Großadmiral               |                  |                           |
| Georgi Stojanow Todorow               | Bulgarische Armee                          | 14. Oktober 1917   | General der Infanterie    |                  |                           |
| Emil Trebing                          | Preußische Armee                           | 14. April 1918     | Leutnant der Reserve      |                  |                           |
| Walter Trenk                          | Preußische Armee                           | 15. Juli 1918      | Hauptmann                 |                  |                           |
| Joachim Christian von Tresckow        | Preußische Armee                           | 10. September 1747 | Generalmajor              |                  |                           |
| Karl Alexander Wilhelm von Treskow    | Preußische Armee                           | 18. Oktober 1812   | Major                     |                  |                           |
| Horst Treusch von Buttlar-Brandenfels | Kaiserliche Marine                         | 09. April 1918     | Kapitänleutnant           |                  |                           |
| Hans von Troilo                       | Preußische Armee                           | 05. Juli 1918      | Oberstleutnant            |                  |                           |
| Adolf von Trotha                      | Kaiserliche Marine                         | 05. Juni 1916      | Kapitän zur See           |                  |                           |
| Lothar von Trotha                     | Preußische Armee/ Kaiserliche Schutztruppe | 02. November 1905  | Generalleutnant           |                  |                           |
| Erich von Tschischwitz                | Preußische Armee                           | 09. November 1917  | Oberst                    | 23. März 1918    | Oberst                    |
| Adolf von Tutschek                    | Bayerische Armee/ Fliegertruppe            | 03. August 1917    | Oberleutnant              |                  |                           |
| Ludwig von Tutschek                   | Bayerische Armee                           | 08. Dezember 1917  | Generalmajor              |                  |                           |

## U
| Name                               | Truppengattung                  | Pour le Mérite     | Dienstgrad bei Verleihung | Eichenlaub      | Dienstgrad bei Verleihung |
| ---------------------------------- | ------------------------------- | ------------------ | ------------------------- | --------------- | ------------------------- |
| Ernst Udet                         | Preußische Armee/ Fliegertruppe | 09. April 1918     | Leutnant der Reserve      |                 |                           |
| Ernst von Uechtritz und Steinkirch | Preußische Armee                | 21. Oktober 1918   | Generalmajor              |                 |                           |
| Umberto, Kronprinz von Italien     | Italienische Armee              | 29. Mai 1872       | Generalmajor              |                 |                           |
| Ernst von Unger                    | Preußische Armee                | 20. September 1866 | Major                     |                 |                           |
| Walter von Unruh                   | Preußische Armee                | 21. April 1918     | Major                     |                 |                           |
| Guido von Usedom                   | Kaiserliche Marine              | 05. April 1902     | Kapitän zur See           | 23. August 1915 | char. Admiral             |

## V
| Name                                  | Truppengattung                  | Pour le Mérite     | Dienstgrad bei Verleihung | Eichenlaub        | Dienstgrad bei Verleihung |
| ------------------------------------- | ------------------------------- | ------------------ | ------------------------- | ----------------- | ------------------------- |
| Hans Peter von Vaernewyck             | Preußische Armee                | 18. September 1918 | Major                     |                   |                           |
| Max Valentiner                        | Kaiserliche Armee               | 26. Dezember 1916  | Kapitänleutnant           |                   |                           |
| Friedrich Wilhelm von Varenne         | Preußische Armee                | Juni 1740          | Oberstleutnant            |                   |                           |
| Joseph Veltjens                       | Preußische Armee/ Fliegertruppe | 16. August 1918    | Leutnant der Reserve      |                   |                           |
| Maximilian von Versen                 | Preußische Armee                | 20. September 1866 | Hauptmann                 |                   |                           |
| Detlev Vett                           | Preußische Armee                | 04. Oktober 1918   | Generalleutnant           |                   |                           |
| Max Viebeg                            | Kaiserliche Marine              | 31. Januar 1918    | Kapitänleutnant           |                   |                           |
| Viktor Emanuel II., König von Italien | Italienische Armee              | 29. Mai 1872       |                           |                   |                           |
| Julius von Voigts-Rhetz               | Preußische Armee                | 18. Januar 1871    | Oberst                    |                   |                           |
| Konstantin Bernhard von Voigts-Rhetz  | Preußische Armee                | 11. September 1866 | Generalleutnant           | 31. Dezember 1870 | General der Infanterie    |
| William von Voigts-Rhetz              | Preußische Armee                | 20. September 1866 | Oberst                    |                   |                           |
| Alfred von Vollard-Bockelberg         | Preußische Armee                | 04. November 1917  | Major                     |                   |                           |
| Hans von Voß                          | Preußische Armee                | 23. Dezember 1917  | Major                     |                   |                           |
| Werner Voß                            | Preußische Armee/ Fliegertruppe | 08. April 1917     | Leutnant der Reserve      |                   |                           |

## W
| Name                                            | Truppengattung                           | Pour le Mérite     | Dienstgrad bei Verleihung | Eichenlaub         | Dienstgrad bei Verleihung |
| ----------------------------------------------- | ---------------------------------------- | ------------------ | ------------------------- | ------------------ | ------------------------- |
| Alfred von Waldersee                            | Preußische Armee                         |                    |                           | 30. Juli 1901      | Generalfeldmarschall      |
| Emil Waldorf                                    | Preußische Armee                         | 01. November 1918  | Generalleutnant           |                    |                           |
| Alfred von Waldstätten                          | k.u.k. Armee                             | 03. November 1917  | Generalmajor              |                    |                           |
| Hans Walther                                    | Kaiserliche Marine                       | 09. Januar 1917    | Kapitänleutnant           |                    |                           |
| Gerhard Cornelius von Walrave                   | Preußische Armee                         | 04. Mai 1741       | Generalmajor              |                    |                           |
| Ernst Friedrich Leopold von Walther und Cronegk | Preußische Armee                         | 16. Juli 1794      | Kapitain                  |                    |                           |
| Rudolf Walther von Monbary                      | Preußische Armee                         | 20. September 1866 | Oberst                    |                    |                           |
| Franz Josef Walz                                | Preußische Armee/ Fliegertruppe          | 09. August 1918    | Hauptmann                 |                    |                           |
| Curt von Wangenheim                             | Preußische Armee                         | 03. September 1917 | Oberst                    |                    |                           |
| Charles-Emmanuel de Warnery                     | Preußische Armee                         | Oktober 1756       | Oberstleutnant            |                    |                           |
| Hermann Ludwig von Wartensleben                 | Preußische Armee                         |                    |                           | 19. Januar 1873    | Oberst                    |
| Erwin Waßner                                    | Kaiserliche Marine                       | 05. März 1918      | Kapitänleutnant           |                    |                           |
| Oskar von Watter                                | Württembergische Armee                   | 23. Dezember 1917  | Generalleutnant           | 03. November 1918  | Generalleutnant           |
| Theodor von Watter                              | Württembergische Armee                   | 01. September 1916 | General der Infanterie    |                    |                           |
| Theodor von Weber                               | Preußische Armee                         | 08. Oktober 1918   | Oberstleutnant            |                    |                           |
| Otto Weddigen                                   | Kaiserliche Marine                       | 24. Oktober 1914   | Kapitänleutnant           |                    |                           |
| Friedrich von Wedekind                          | Preußische Armee                         | 15. August 1918    | Major                     |                    |                           |
| Hasso von Wedel                                 | Preußische Armee                         | 27. August 1917    | Generalmajor              | 24. November 1917  | Generalmajor              |
| Georg von Wedell                                | Preußische Armee                         | 20. September 1866 | Oberst                    | 31. Dezember 1870  | Generalmajor              |
| Richard Wellmann                                | Preußische Armee                         | 23. Dezember 1917  | Generalleutnant           | 26. Oktober 1918   | Generalleutnant           |
| Karl von Wenckstern                             | Preußische Armee                         | 27. August 1918    | Hauptmann                 |                    |                           |
| Karl von Wenninger                              | Bayerische Armee                         | 01. Mai 1917       | Generalleutnant           |                    |                           |
| Ralph Wenninger                                 | Kaiserliche Marine                       | 30. März 1918      | Kapitänleutnant           |                    |                           |
| Bernhard von Werder                             | Preußische Armee                         | 17. September 1866 | General der Infanterie    |                    |                           |
| Hans von Werder                                 | Preußische Armee                         | 03. Mai 1918       | Oberst                    |                    |                           |
| Wilhelm Werner                                  | Kaiserliche Marine                       | 18. August 1918    | Kapitänleutnant           |                    |                           |
| Eduard von Westhoven                            | Preußische Armee                         | 01. April 1918     | Major                     |                    |                           |
| Georg Wetzell                                   | Preußische Armee                         | 11. Dezember 1916  | Major                     | 01. November 1917  | Major                     |
| Hermann von Wichmann                            | Preußische Armee                         | 16. September 1866 | Oberstleutnant            |                    |                           |
| Georg Wichura                                   | Preußische Armee                         | 26. April 1917     | General der Infanterie    | 08. Juni 1918      | General der Infanterie    |
| Hermann Wilck                                   | Preußische Armee                         | 09. Oktober 1918   | Hauptmann                 |                    |                           |
| Adolf Wild von Hohenborn                        | Preußische Armee                         | 02. August 1915    | Generalleutnant           | 11. Oktober 1918   | Generalleutnant           |
| Friedrich Wilhelm von Willisen                  | Preußische Armee                         | 01. November 1917  | Major                     |                    |                           |
| Karl Willweber                                  | Preußische Armee                         | 03. September 1918 | Leutnant der Reserve      |                    |                           |
| Arnold von Winckler                             | Preußische Armee                         | 27. November 1915  | Generalleutnant           | 15. Juni 1917      | General der Infanterie    |
| Rudolf Windisch                                 | Sächsische Armee/ Fliegertruppe          | 06. Juni 1918      | Leutnant der Reserve      |                    |                           |
| Kurt Wintgens                                   | Preußische Armee/ Fliegertruppe          | 01. Juli 1916      | Leutnant                  |                    |                           |
| Eduard Wittekind                                | Preußische Armee                         | 04. Dezember 1917  | Hauptmann                 |                    |                           |
| Karl von Witzendorff                            | Preußische Armee                         | 17. September 1866 | Oberstleutnant            | 24. Februar 1871   | Oberst                    |
| Ludwig von Wittich                              | Preußische Armee                         | 20. September 1866 | Oberst                    | 05. Dezember 1870  | Generalmajor              |
| Friedrich Karl von Witzleben                    | Preußische Armee                         | 23. Juni 1918      | Oberst                    |                    |                           |
| Karl Wilhelm von Wnuck                          | Preußische Armee                         | 1. September 1812  | Sekondeleutnant           |                    |                           |
| Georg Eggert von Woedtke                        | Preußische Armee                         | 26. Mai 1747       |                           |                    |                           |
| Ernst Christoph Alexander Freiherr von Wolff    | Russische Armee                          | 13. Mai 1814       | Garde Rittmeister         |                    |                           |
| Horst von Wolff                                 | Preußische Armee                         | 28. November 1917  | Hauptmann                 |                    |                           |
| Kurt Wolff                                      | Preußische Armee/ Fliegertruppe          | 04. Mai 1917       | Oberleutnant              |                    |                           |
| Siegfried Woltersdorf                           | Preußische Armee                         | 28. Oktober 1918   | Major                     |                    |                           |
| Remus von Woyrsch                               | Preußische Armee                         | 25. Oktober 1914   | General der Infanterie    | 23. Juli 1915      | Generaloberst             |
| August Friedrich Ludwig von Wrangel             | Preußische Armee                         | 31. Dezember 1806  | Rittmeister               |                    |                           |
| Friedrich von Wrangel                           | Preußische Armee                         | 18. Juli 1807      | Sekondeleutnant           | 13. September 1848 | General der Kavallerie    |
| Friedrich Ernst von Wrangel                     | Preußische Armee                         | 5. September 1757  | Premierleutnant           |                    |                           |
| Karl von Wrangel                                | Preußische Armee                         | 20. September 1866 | Generalmajor              | 05. Dezember 1870  | Generalleutnant           |
| Ernst von Wrisberg                              | Preußische Armee                         | 08. April 1918     | Generalmajor              |                    |                           |
| Hermann Wülfing                                 | Preußische Armee                         | 30. Oktober 1918   | Major                     |                    |                           |
| Johann Jakob von Wunsch                         | Preußische Armee                         | 02. November 1759  | Generalmajor              |                    |                           |
| Otto Wünsche                                    | Kaiserliche Marine                       | 20. Dezember 1917  | Kapitänleutnant           |                    |                           |
| Albrecht von Württemberg                        | Württembergische Armee/ Preußische Armee | 22. August 1915    | Generaloberst             | 25. Februar 1918   | Generalfeldmarschall      |
| August von Württemberg                          | Preußische Armee                         | 03. August 1866    | General der Kavallerie    | 16. Juni 1871      | General der Kavallerie    |
| Wilhelm von Württemberg                         | k.u.k. Armee                             | 22. März 1864      | Feldzeugmeister           |                    |                           |
| Wilhelm II. von Württemberg                     | Württembergische Armee                   | 24. Januar 1917    | General der Kavallerie    |                    |                           |
| Kurt Wüsthoff                                   | Preußische Armee/ Fliegertruppe          | 22. November 1917  | Leutnant der Reserve      |                    |                           |
| Friedrich Wulff                                 | Preußische Armee                         | 08. Oktober 1918   | Major                     |                    |                           |
| Gustav Adolf von Wulffen                        | Preußische Armee                         | 21. April 1918     | Hauptmann                 |                    |                           |

## X
| Name               | Truppengattung   | Pour le Mérite  | Dienstgrad bei Verleihung | Eichenlaub | Dienstgrad bei Verleihung |
| ------------------ | ---------------- | --------------- | ------------------------- | ---------- | ------------------------- |
| Oskar von Xylander | Bayerische Armee | 20. August 1916 | General der Infanterie    |            |                           |

## Y
| Name                            | Truppengattung   | Pour le Mérite     | Dienstgrad bei Verleihung | Eichenlaub | Dienstgrad bei Verleihung |
| ------------------------------- | ---------------- | ------------------ | ------------------------- | ---------- | ------------------------- |
| Ernst Graf Yorck von Wartenburg | Preußische Armee | 23. September 1918 | Major                     |            |                           |
| Ludwig Yorck von Wartenburg     | Preußische Armee | 27. Mai 1813       | Generalleutnant           |            |                           |

## Z
| Name                         | Truppengattung    | Pour le Mérite     | Dienstgrad bei Verleihung | Eichenlaub       | Dienstgrad bei Verleihung |
| ---------------------------- | ----------------- | ------------------ | ------------------------- | ---------------- | ------------------------- |
| Hans Joachim von Zieten      | Preußische Armee  | Mai 1741           | Major                     |                  |                           |
| Alfred Ziethen               | Preußische Armee  | 14. Juni 1915      | Generalmajor              |                  |                           |
| Nikola Zhekov (oder Schekow) | Bulgarische Armee | 18. Januar 1916    | Generalmajor              |                  |                           |
| Max Zunehmer                 | Preußische Armee  | 29. November 1917  | Oberstleutnant            |                  |                           |
| Johann von Zwehl             | Preußische Armee  | 08. September 1914 | General der Infanterie    | 17. Oktober 1916 | General der Infanterie    |